# Felipe Massa
Vous lisez un « bon article » labellisé en 2014.
Pour les articles homonymes, voir Massa.
Felipe Massa, né le 25 avril 1981 à São Paulo, est un pilote automobile brésilien. Il dispute 269 Grands Prix de Formule 1 entre 2002 et 2017.
Issu d'un milieu social plutôt aisé, Felipe Massa roule en karting pendant plusieurs années, avant de passer à la monoplace, où il remporte la Formule Chevrolet en 1999. Après ce succès, il part en Europe, où il remporte les championnats européen et italien de Formule Renault 2.0 en 2000, puis la Formule 3000 en 2001. Il fait ses débuts en Formule 1 en 2002 chez Sauber. Après une saison 2003 passée en tant que pilote d'essais de la Scuderia Ferrari, il revient en tant que pilote titulaire chez Sauber, où il termine notamment deux fois quatrième lors des saisons 2004 et 2005.
En 2006, Felipe Massa rejoint la Scuderia Ferrari comme pilote titulaire, aux côtés de Michael Schumacher. Il y remporte ses premiers podiums, puis ses deux premières victoires, ce qui lui permet de terminer troisième du championnat. En 2007, il remporte trois victoires supplémentaires, et termine quatrième du championnat, bénéficiant au sacre de son équipe au championnat Constructeurs. En 2008, il remporte six victoires, mais perd le titre pour un point face à Lewis Hamilton, dans le dernier virage du dernier Grand Prix de la saison au Brésil, et doit se contenter du titre de vice-champion, tout en aidant pour la deuxième fois Ferrari à être sacré championne du monde des constructeurs.
Par la suite, Felipe Massa ne retrouve plus le chemin de la victoire, étant notamment victime d'un très grave accident durant les qualifications du Grand Prix de Hongrie 2009, qui lui fera manquer la deuxième moitié de saison. De retour en 2010, il monte à cinq reprises sur le podium sans gagner. Les saisons suivantes seront encore plus difficiles pour le Brésilien, avec aucun podium en 2011, deux en 2012 et un seul en 2013.
En 2014, il rejoint Williams où il termine sur trois podiums et obtient une pole position. En 2015, il monte encore deux fois sur le podium. En septembre 2016, au volant d'une monoplace moins performante que ses devancières, Felipe Massa annonce sa retraite en Formule 1 à la fin de l'année et dispute ce qui est censé être son dernier Grand Prix à Abou Dabi le 27 novembre 2016. Toutefois, le départ inattendu de Nico Rosberg, cinq jours après l'obtention de son titre mondial, et le recrutement de Valtteri Bottas par Mercedes Grand Prix pour faire équipe avec Lewis Hamilton, entraînent son retour chez Williams pour une saison supplémentaire afin d'épauler le débutant Lance Stroll.
Le 4 novembre 2017, une semaine avant son Grand Prix national à Interlagos, Felipe Massa annonce qu'il arrête définitivement sa carrière en Formule 1 à la fin de la saison. Il clôt définitivement sa carrière en Formule 1, lors de son 269e et dernier Grand Prix, à Abou Dabi.

## Biographie

### Enfance
Felipe Massa naît à São Paulo de Luis Antonio Massa, pilote automobile jusqu'en 1995 et de Ana Elana Massa,,. Son grand-père participait à des compétitions automobiles à Interlagos.
Ses idoles de jeunesse, toutes deux brésiliennes, sont le footballeur Pelé et le triple champion du monde de Formule 1, Ayrton Senna. Une année, alors qu'il passe, avec sa famille, des vacances à Ilhabela, à 200 kilomètres de São Paulo, il croise Senna qui lui refuse un autographe ; malgré cette déconvenue, il continue à le supporter tout en devenant fan de Nelson Piquet.

### Avant la Formule 1
À l'âge de six ans, Felipe fait ses premiers tours de roues sur une motocyclette de 50 cm3 de cylindrée dans les terrains vagues de Botucatu, dans l'État de São Paulo. Après avoir débuté le karting à l'âge de neuf ans, en 1990, il passe au sport automobile en 1998, en intégrant, après un essai fructueux en compagnie de Riccardo Tedeschi, un ami de la famille, le championnat du Brésil de Formule Chevrolet. Cinquième du classement pour sa première saison, il remporte le championnat en 1999 et en 2000, part en Europe où il domine les championnats italien et européen de Formule Renault,.
Pressenti pour accéder à la Formule 3 ou au championnat international de Formule 3000, il rejoint finalement l'écurie Draco Racing pour disputer le championnat Euro Formule 3000 (émanation de l'ancien championnat d'Italie de F3000) qu'il remporte avec six victoires en huit courses.
Une nouvelle saison de domination ainsi que le soutien de la Scuderia Ferrari lui permet d'obtenir, fin 2001, un test de trois jours avec Sauber-Petronas sur le circuit du Mugello aux dépens de Marcel Fässler,. Séduit par les performances du jeune pilote brésilien qui bat le record du circuit, Peter Sauber l'engage pour la saison 2002 de Formule 1,,. Certains s'emballent de l'arrivée de ce Brésilien en Formule 1 qui, selon eux, « marche dans les traces de Senna ».
Après cet essai, Massa dispute les quatre dernières courses du championnat d'Europe FIA des voitures de tourisme au volant d'une Alfa Romeo 156 ; son meilleur résultat est une cinquième place à Estoril. Il espère que son passage au sein de la marque italienne donnera « un gros coup de pouce pour [mon] image et c'est aussi un moyen d'être lié au groupe Fiat qui est représenté par Ferrari en Formule 1 »,. En juillet 2001, il se classe deuxième des 24 heures de Sicile avec Alfa Romeo.

### 2002-2005: débuts en Formule 1 chez Sauber

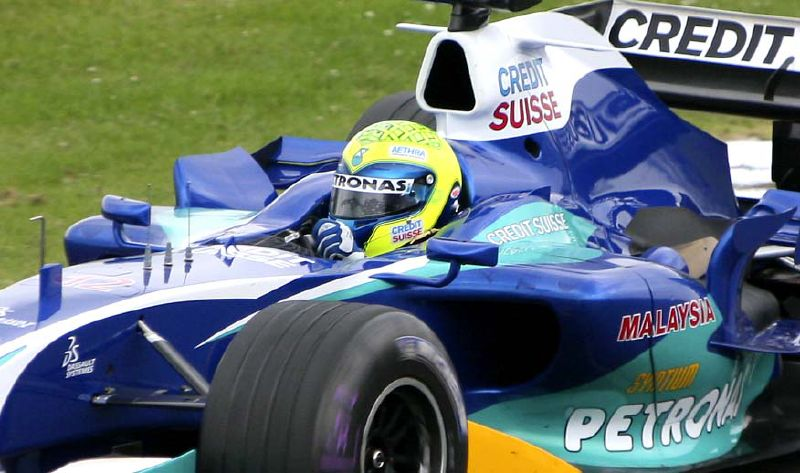
Sur la Sauber-Petronas à Silverstone en 2005.

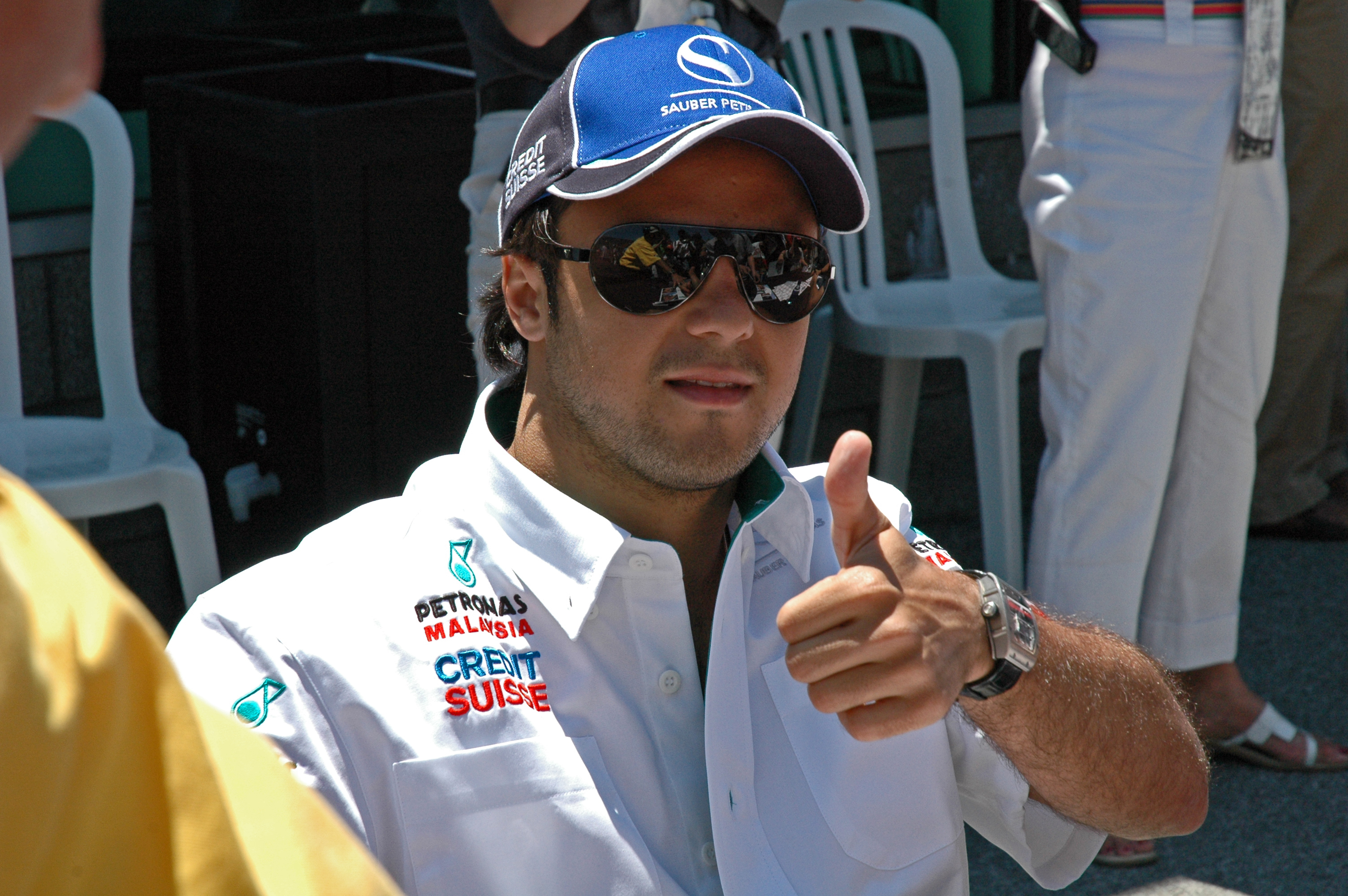
Après trois saisons chez Sauber, Massa (ici à Indianapolis en 2005) intègre Ferrari en 2006.

Au départ de son premier Grand Prix de Formule 1, en Australie, au sein de l'écurie Sauber-Petronas, il est impliqué dans un énorme carambolage qui provoque huit abandons dont celui de son coéquipier. Massa obtient son premier point au Grand Prix de Malaisie et réalise des performances souvent très proches de son coéquipier Nick Heidfeld ; pour autant, sa fougue souvent mal canalisée et son style de pilotage trop agressif détériorent ses relations avec son directeur d'équipe,,. Signe de désaveu, à l'occasion du Grand Prix des États-Unis au cours duquel Massa doit être pénalisé d'un recul de dix places sur la grille à la suite d'un accident qu'il a provoqué lors du Grand Prix précédent en Italie, son équipe le remplace par Heinz-Harald Frentzen.
Après son retour pour disputer la fin de saison, Sauber décide de ne pas le titulariser et de le remplacer par le vétéran allemand pour 2003, tout en lui proposant un poste de pilote-essayeur. Pour sa première année en Formule 1, il inscrit quatre points et termine treizième du championnat du monde des pilotes, avec notamment une cinquième place au Grand Prix d'Espagne, tandis que son coéquipier marque sept points.
Sans volant de titulaire pour 2003, malgré des rumeurs l'annonçant chez Toyota F1 Team puis chez Jordan Grand Prix, Massa est recruté par la Scuderia Ferrari comme pilote d'essai, aux côtés de Luca Badoer ; il teste principalement le développement des pneumatiques,,. Au sein de l'écurie championne du monde, il bénéficie d'une formation privilégiée auprès du champion du monde allemand Michael Schumacher et adopte un style de pilotage moins agressif. Toujours en 2003, il intègre la nouvelle structure de management All Road Management de Nicolas Todt, fils de Jean Todt, le directeur général de la Scuderia Ferrari.
Fort de son expérience au sein de la meilleure équipe du moment et du soutien de Ferrari qui motorise Sauber, Massa réintègre l'écurie suisse en 2004 et fait équipe avec Giancarlo Fisichella. Il est victime d'un accident durant les tests de pré-saison et est emmené à l'hôpital sans que cet événement altère le cours de sa saison,. Assagi, il montre pourtant ses limites en étant dominé par son coéquipier. Il marque son premier point de la saison en se classant huitième du Grand Prix de Malaisie et permet à son équipe d'ouvrir son score. Il ne rentre pas dans les points lors des trois courses suivantes mais termine cinquième du Grand Prix de Monaco, sur un circuit qu'il n'affectionne pas à cause de sa lenteur,. Il permet également à son équipe de réaliser un petit tir groupé au Grand Prix de Belgique, en terminant quatrième devant son coéquipier. Il entre à deux autres reprises dans les points en finissant huitième en Chine et surtout au Bresil, devant son public, où il parviendra à réaliser ses deux premiers tours en tête en début de course. Il se classe douzième du championnat avec 12 points, à dix points de son coéquipier italien.
En 2005, Massa reste chez Sauber, aux côtés désormais de Jacques Villeneuve, champion du monde 1997, et se déclare prêt pour le combat contre son coéquipier. Comme en 2004, c'est lui qui ouvre le score de Sauber, en terminant septième à Bahreïn. À Monaco, alors que les deux pilotes sont dans les points, ils se percutent et ruinent leurs chances de bien figurer en course ; si Villeneuve accuse Massa d'avoir provoqué leur accrochage, ce dernier se justifie par le comportement de ses pneumatiques. Il réalise sa meilleure performance lors du Canada, en terminant quatrième. Le 2 août 2005, il est choisi pour remplacer son compatriote Rubens Barrichello au sein de la Scuderia Ferrari en 2006. Il termine la saison avec une notable sixième place en Chine et se classe treizième du championnat du monde avec onze points, ayant pris l'ascendant sur un coéquipier en fin de carrière, lequel termine quatorzième avec neuf unités.

### 2006: transfert chez Ferrari

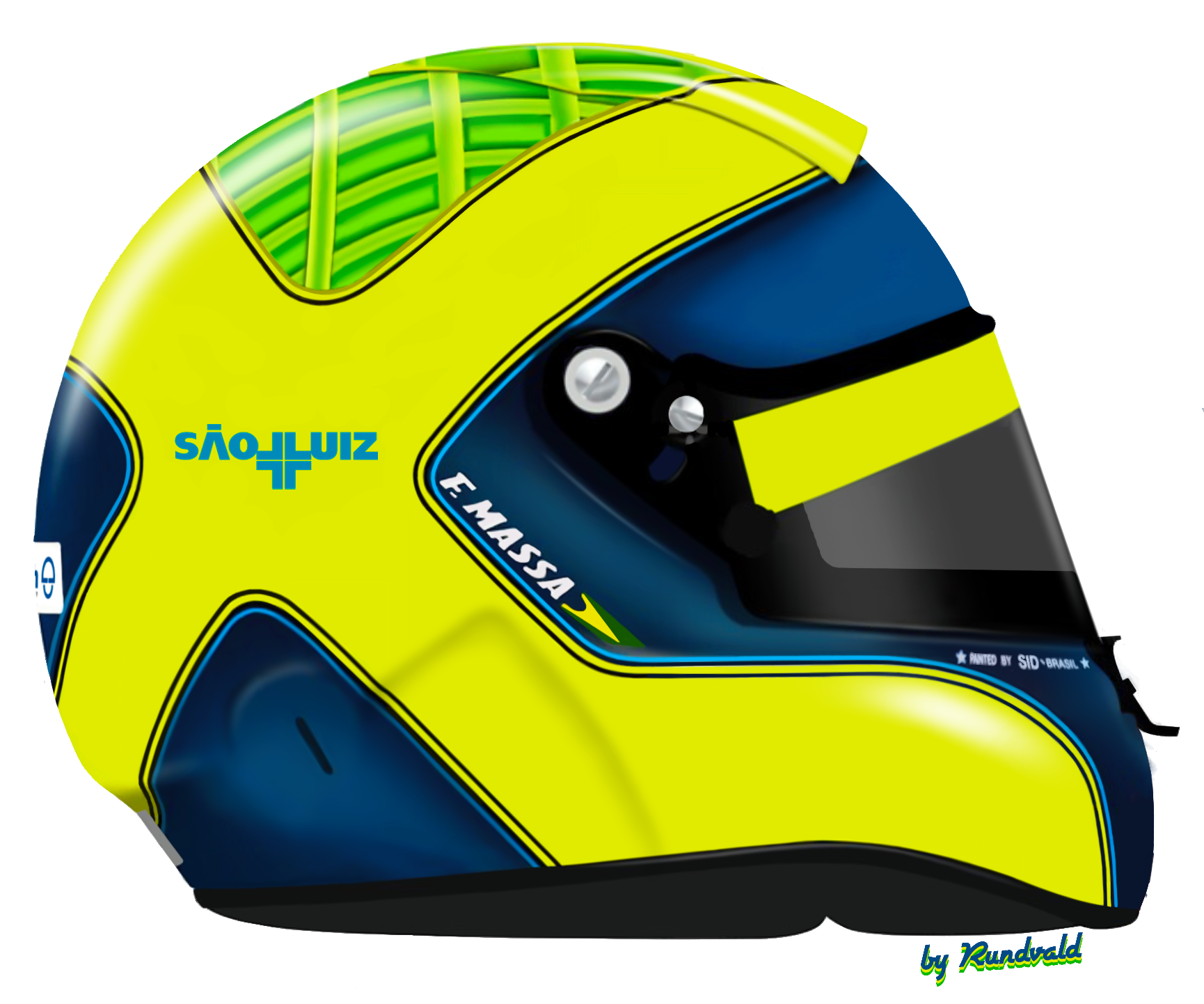
Le casque de Felipe Massa.

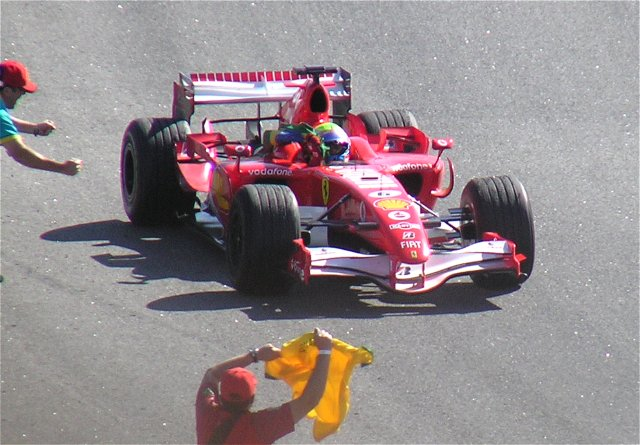
Massa lors de son tour d'honneur après sa victoire au Grand Prix du Brésil 2006.

Pour ses débuts chez Ferrari, au Grand Prix de Bahreïn, Massa se qualifie en première ligne, à 47 millièmes de seconde de son coéquipier Michael Schumacher. Il révèle : « Ce sera une journée dont je me souviendrai longtemps, me placer sur la première ligne pour mes débuts avec Ferrari me rend fier de moi et du travail de l'équipe ». Il part toutefois à la faute en début de course et termine neuvième.
Il termine cinquième en Malaisie, juste devant Schumacher, après être parti de la dernière ligne à la suite d'une casse de son moteur en qualifications, ce qui le classe provisoirement septième du championnat. En Australie, il ne voit pas plus que le premier tour, durant lequel il abandonne après un accrochage avec Nico Rosberg et Christian Klien, ce qui le relègue au dixième rang avec quatre maigres points après trois Grands Prix. À Saint-Marin, il résiste à Kimi Räikkönen et termine quatrième. Malgré un premier podium au Grand Prix d'Europe ainsi qu'un meilleur tour en course au Grand Prix d'Espagne, qu'il termine à la quatrième place, le faisant ainsi remonter à la cinquième place avec vingt points, son niveau de compétitivité déçoit au sein de son équipe ; son coéquipier lui demande même d'élever son niveau de pilotage,. En témoigne le Grand Prix de Monaco, où alors que les Ferrari partent en dernière ligne, Schumacher termine cinquième alors que Massa échoue à la porte des points en neuvième position, et les deux Grands Prix suivants, où Schumacher termine deuxième, n'étant devancé que par la Renault de Fernando Alonso, alors que Massa ne termine que cinquième et fait perdre des points à la Scuderia.
Massa se reprend au cours de l'été et, tandis que son équipe effectue un spectaculaire retour dans la lutte pour le titre mondial, il s'affirme comme un solide second pilote en enchaînant les podiums et en prenant des points aux pilotes Renault, notamment à Alonso. Son abnégation est récompensée le 27 août 2006 lors du Grand Prix de Turquie où, après s'être élancé pour la première fois de sa carrière en Formule 1 depuis la pole position, il obtient sa première victoire au terme d'une course maîtrisée de bout en bout,. Massa remporte une deuxième victoire lors de son Grand Prix national, en fin de saison, partant à nouveau de la pole position,.
Troisième du championnat du monde avec 80 points, la retraite de Michael Schumacher lui permet de conserver son volant en 2007 chez Ferrari, où il est associé à Kimi Räikkönen.

### 2007: coéquipier de Kimi Räikkönen

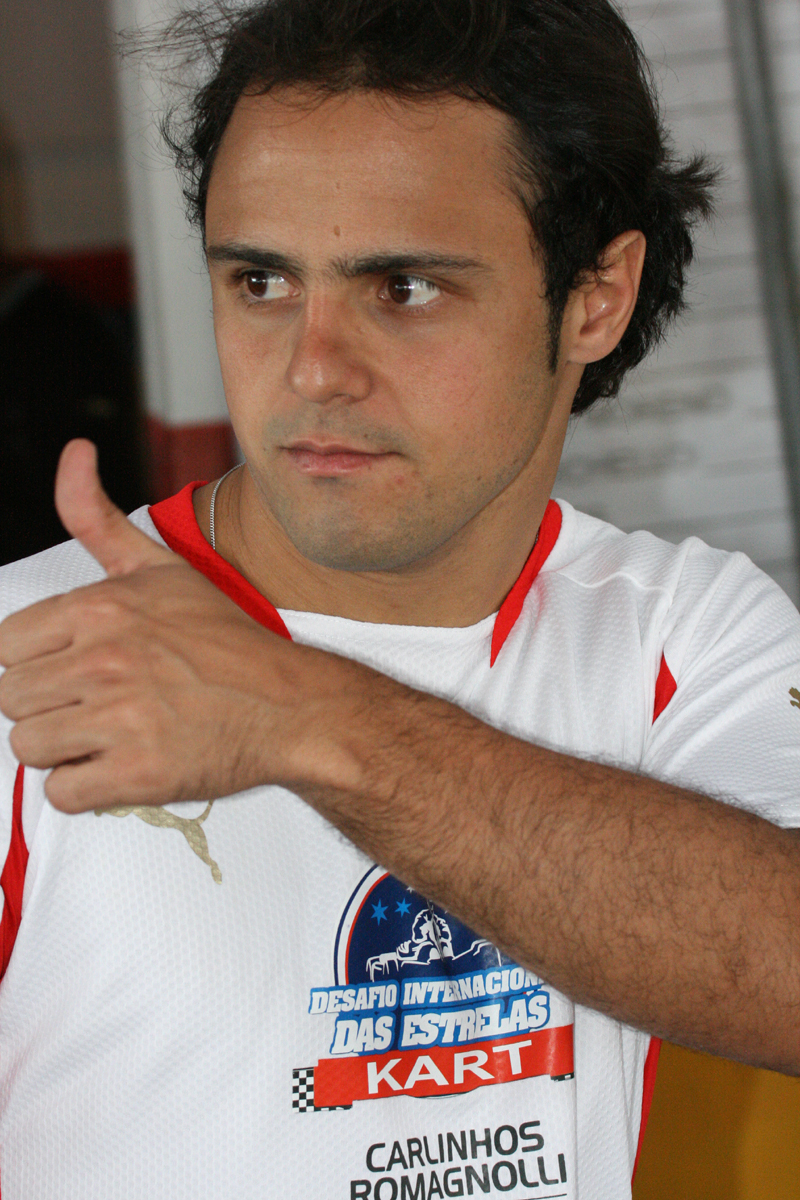
Massa, en 2007, au Desafio Internacional das Estrelas.

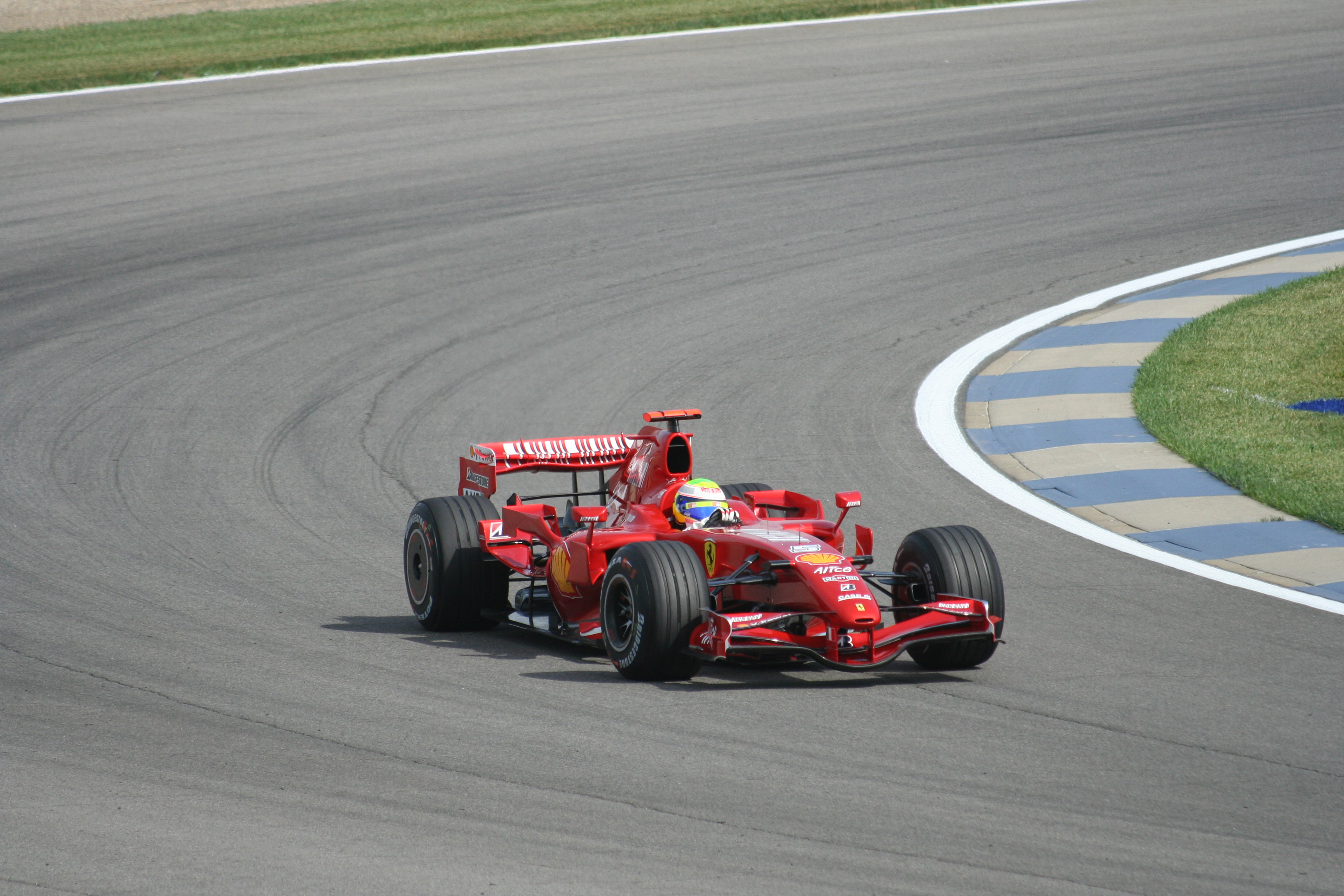
Massa au Grand Prix des États-Unis 2007.

Felipe Massa reçoit le Lorenzo Bandini Trophy du meilleur espoir de l'année en Formule 1 pour ses résultats de l'année 2006. Considéré par de nombreux observateurs comme l'un des favoris du championnat, il est victime d'un incident mécanique aux qualifications du Grand Prix inaugural, en Australie et, parti seizième, termine la course sixième,. Deux semaines plus tard, en Malaisie, il obtient la quatrième pole position de sa carrière mais rate son départ et, après être parti à la faute en essayant de reprendre l'avantage sur le débutant Lewis Hamilton, rallie l'arrivée à la cinquième position,, ne pointant ainsi qu'à la sixième position du championnat avec sept points, étant déjà distancé par le trio des prétendants au titre (Alonso, Räikkönen, Hamilton). À Bahreïn, s'élançant une nouvelle fois de la pole position, il remporte sa troisième victoire, devant Hamilton et Räikkönen,. Après avoir réalisé une troisième pole position consécutive, il gagne le Grand Prix d'Espagne devant les McLaren puis termine le Grand Prix de Monaco à la troisième place derrière celles-ci, ce qui lui permet de remonter à la troisième place du championnat, à cinq petits points d'Alonso et Hamilton.
Au Canada, il est piégé par la nouvelle réglementation après la sortie de la voiture de sécurité et est disqualifié pour ne pas s'être arrêté au feu rouge dans l'allée des stands,. Aux États-Unis, il termine une nouvelle fois troisième derrière les McLaren et est relégué à dix-neuf points de Hamilton. Il renoue avec la pole position à l'occasion du Grand Prix de France, qu'il mène avant les premiers ravitaillements et qu'il termine deuxième, derrière son coéquipier,. Quatrième des qualifications en Grande-Bretagne, il a un souci sur la grille de départ et, contraint de s'élancer depuis la voie des stands, ne peut faire mieux que cinquième,. Troisième au départ sous le déluge du Grand Prix d'Europe, au Nürburgring, il mène une longue partie de la course avant d'être dépassé par Fernando Alonso et de terminer deuxième,. Il pointe ainsi toujours à la troisième place du championnat avec 59 points, soit onze de moins que le leader Hamilton.
Victime d'une erreur de son équipe en Hongrie, il s'élance quatorzième et réalise une course anonyme, ne gagnant qu'une seule position,. Il prend sa revanche au Grand Prix de Turquie, en obtenant une nouvelle pole position et en remportant la course, devant son coéquipier. En Italie, il se qualifie en troisième position mais, rapidement victime d'une panne de suspension, abandonne, et est relégué à 23 points de Hamilton à quatre Grands Prix de la fin de saison. Une semaine plus tard, il termine deuxième du Grand Prix de Belgique, derrière Kimi Räikkönen. La Scuderia Ferrari devient dès lors championne du monde des constructeurs, McLaren ayant été sanctionné par la FIA dans le cadre d'une affaire d'espionnage et BMW Sauber F1 Team ne pouvant mathématiquement plus la rattraper.
Au Japon, sous le déluge, s'il prend le dessus sur Robert Kubica dans le dernier virage (en dépassant à l'extérieur de la piste puisque Kubica l'a poussé à sortir) au terme d'une lutte acharnée sur 5 virages, pour terminer sixième, il ne peut plus mathématiquement espérer conquérir le titre mondial tandis que Lewis Hamilton est en tête du championnat,. En Chine, il termine troisième. Alors que son coéquipier Kimi Räikkönen aborde la dernière manche du championnat avec sept points de retard sur Hamilton et trois sur Alonso, Massa, parti de la pole position, se laisse dépasser par son coéquipier Räikkönen à la faveur des derniers arrêts-ravitaillements pour lui permettre de devenir champion du monde,,. Auteur de six pole positions et trois victoires, Felipe Massa termine quatrième du championnat du monde avec 94 points. Il prolonge son contrat avec la Scuderia Ferrari jusqu'en 2010.

### 2008: vice-champion du monde

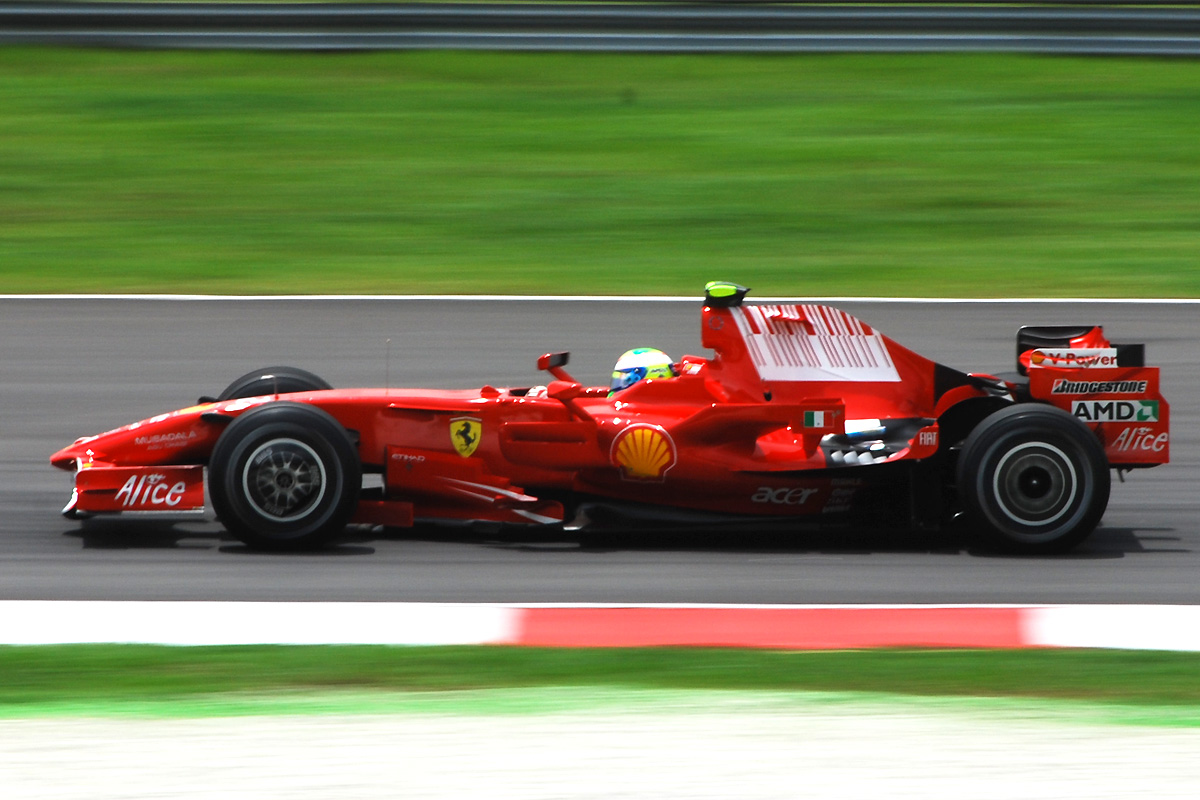
Massa au Grand Prix de Malaisie 2008.

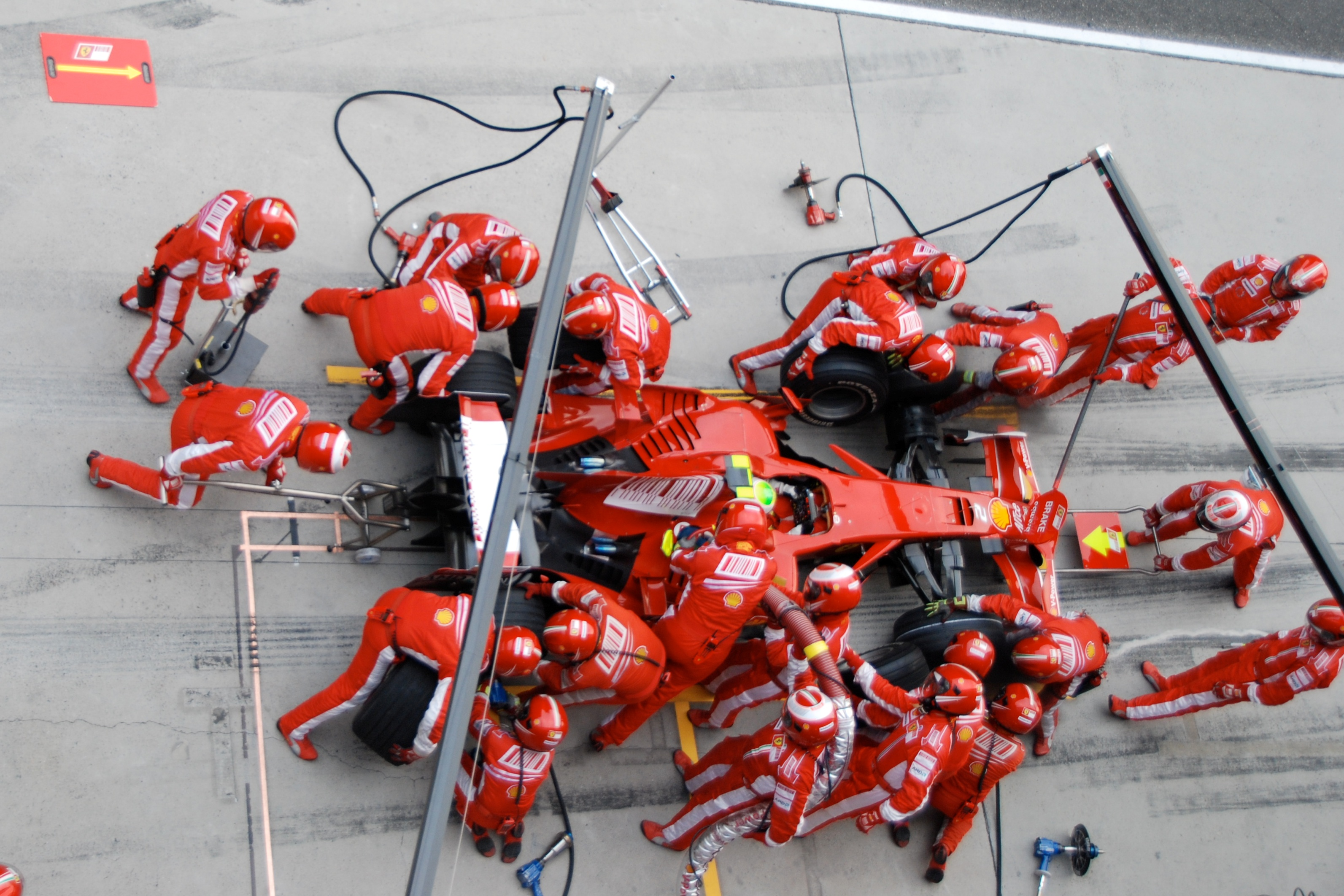
Arrêt-ravitaillement lors du Grand Prix de Chine 2008.

Felipe Massa ne débute pas la saison 2008 de la meilleure façon puisque, quatrième au départ du Grand Prix d'Australie, il part à la faute dès le premier virage et s'accroche quelques tours plus tard avec David Coulthard ; il abandonne à la mi-course sur une casse mécanique,,. Deux semaines plus tard, il réalise la dixième pole position de sa carrière en Malaisie et mène la première partie de la course avant de céder sa place à son coéquipier Kimi Räikkönen après les premiers ravitaillements. Il part ensuite à la faute et abandonne,,,. Après deux Grands Prix, le Brésilien n'a ainsi toujours pas inscrit de point et a déjà quatorze points de retard sur le leader Lewis Hamilton.
Sous les critiques des amateurs de Formule 1, il réagit et remporte le Grand Prix de Bahreïn ; deuxième sur la grille de départ, c'est sa première victoire en ne s'élançant pas depuis la pole position. Il termine deuxième du Grand Prix d'Espagne derrière Räikkönen avant de remporter, pour la troisième fois consécutive, le Grand Prix de Turquie devant Lewis Hamilton,. À Monaco, il réalise la pole position dans les derniers instants des qualifications, sur un circuit qu'il déclare ne pas aimer,,. Le dimanche, Massa termine troisième d'une course disputée sous la pluie.
Victime d'un problème de pompe à essence sous le régime de la voiture de sécurité au Grand Prix du Canada, il réalise ensuite un double dépassement sur Rubens Barrichello et Heikki Kovalainen pour obtenir les points de la cinquième place. Il a désormais quatre points de retard au championnat du monde sur le Polonais Robert Kubica, vainqueur de l'épreuve, et est deuxième devant Hamilton et Räikkönen qui n'ont pas terminé la course. Il profite des ennuis mécaniques de son coéquipier pour le dépasser et remporter le Grand Prix de France. Il prend la tête du championnat du monde pour la première fois de sa carrière, mais la perd dès le Grand Prix suivant, en Grande-Bretagne, où il termine treizième et dernier d'une course sous la pluie durant laquelle il part plusieurs fois en tête-à-queue. Il termine troisième du Grand Prix d'Allemagne derrière Hamilton et son compatriote Nelsinho Piquet. Qualifié troisième au Grand Prix de Hongrie, il dépasse Kovalainen puis Hamilton dans le premier virage et mène la course avant d'être victime d'une casse moteur à trois tours du but,,. Il pointe ainsi à huit points de Hamilton. Il prend sa revanche dans les rues du circuit urbain de Valence, en Espagne, où il remporte le Grand Prix d'Europe et s'affirme comme le principal adversaire de Lewis Hamilton au championnat,. Troisième derrière Räikkönen et Hamilton en Belgique, il profite de l'abandon du premier et de la pénalité du second pour obtenir la victoire.

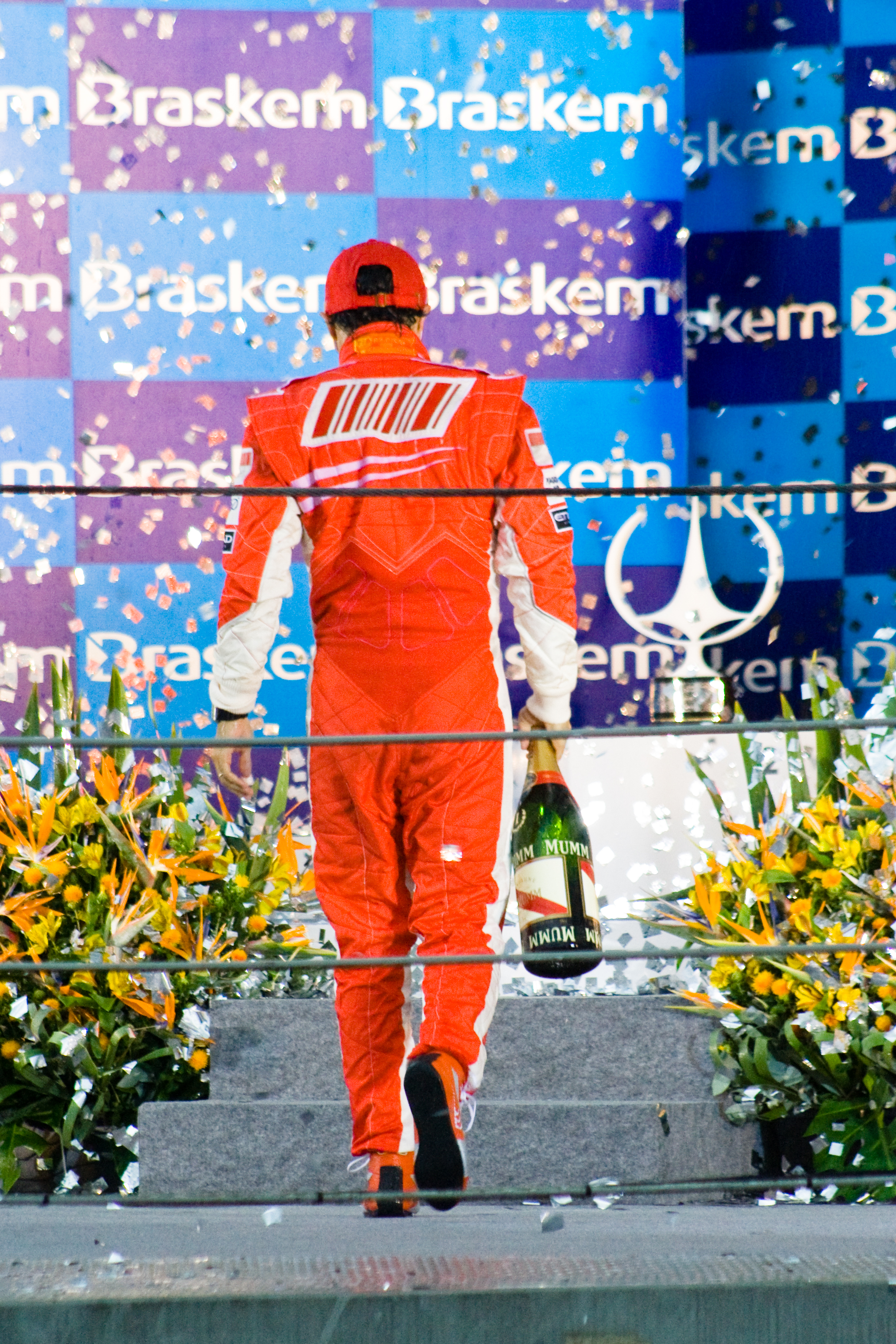
Malgré les paillettes pour sa victoire au Grand Prix du Brésil, Massa s'incline au championnat pour un point.

En Italie, dans des conditions humides, il se qualifie sixième, loin devant Räikkönen (quatorzième) et Hamilton (quinzième). Il rallie l'arrivée en course à la même place, juste devant le Britannique,. À Singapour, pour le premier Grand Prix de l'histoire de la Formule 1 couru de nuit, il réalise la pole position et mène la première partie de la course avant d'être victime d'un incident dans les stands : le signal lui est donné de repartir alors que la pompe à essence est encore accouplée à sa monoplace. Pénalisé, il termine treizième et ne marque aucun point ; Hamilton terminant troisième, Massa a désormais sept points de retard au championnat du monde,. Au Japon, il percute Hamilton et, tout comme son rival, est pénalisé ; il termine devant l'Anglais et marque les deux points de la septième place, ce qui lui permet de revenir à cinq longueurs au championnat, Hamilton repartant bredouille du Japon. En Chine, Hamilton domine la course et Räikkönen, deuxième, doit laisser passer Massa pour lui permettre de marquer huit points ; sept points le séparent de Lewis Hamilton avant le dernier Grand Prix de la saison, au Brésil.
Devant son public, Massa réalise la pole position et mène la course quasiment de bout en bout,. Son adversaire occupe une longue partie de la course la quatrième place alors que la cinquième place lui suffit pour être champion du monde. À la suite d'une averse dans les derniers tours, comme la majorité des pilotes, Hamilton s'arrête aux stands pour changer ses pneus et repart cinquième, derrière Massa, Alonso, Räikkönen et Timo Glock ; ce dernier ayant fait le pari de rester en piste chaussé de pneus pour le sec. À cet instant, Hamilton est toujours champion du monde, mais dans l'antépénultième boucle, Sebastian Vettel le dépasse et le prive ainsi de la cinquième place nécessaire à l'obtention du titre mondial. Au moment où Massa remporte la course, Hamilton est encore sixième et le Brésilien est ainsi champion du monde virtuellement. Dans le dernier virage, Vettel et Hamilton dépassent Glock, en difficulté avec ses pneus inadaptés, ce qui permet au pilote McLaren de récupérer la cinquième place et de priver ainsi le Brésilien du titre de champion du monde pour un seul point.

### 2009: saison brisée par l'accident en Hongrie

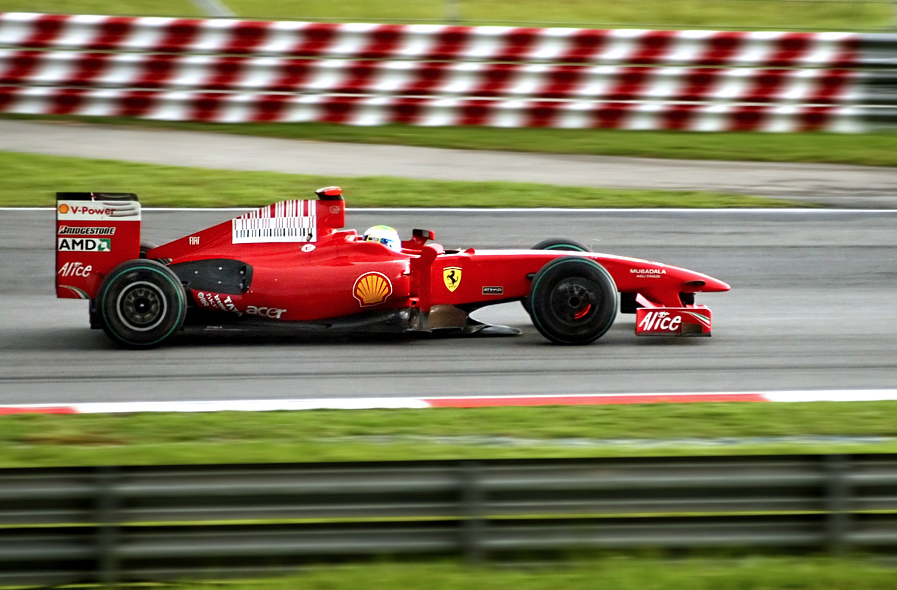
Felipe Massa, sur la Ferrari F60, lors du Grand Prix de Malaisie 2009.

Malgré la désillusion de l'année précédente, où il a perdu le titre pour un point, Felipe Massa fait désormais figure de favori en 2009, et déclare se sentir « plus fort que jamais ». Malheureusement pour lui, la Ferrari F60, dotée du nouveau système de récupération de l'énergie cinétique, se révèle loin d'être à la hauteur des espérances de l'écurie et peu performante. Massa déclare dès le début de saison que Brawn GP Formula One Team ne pourra pas être rattrapée,.
Malgré « une réaction rapide de Ferrari » attendue de Massa, Ferrari demeure loin de ses performances de 2008 ; après quatre courses sans aucun point, Massa inscrit ses trois premiers en Espagne et en Turquie, puis cinq autres à Monaco et en Grande-Bretagne ; il monte sur la troisième marche du podium en Allemagne. Après le neuvième Grand Prix de la saison, le Brésilien pointe à la cinquième place du championnat du monde avec 22 points, devançant de 12 points son coéquipier Räikkönen. Entretemps, Massa rejoint la Grand Prix Drivers' Association, l'association des pilotes de Formule 1.
Le 25 juillet 2009, lors de la deuxième partie des qualifications du Grand Prix de Hongrie, un ressort se détache de la Brawn de son compatriote Rubens Barrichello qui le précède et l'atteint à pleine vitesse dans le casque ; Massa perd le contrôle de sa monoplace et s'encastre dans un mur de pneus à 190 km/h,. Transporté à l'hôpital, il souffre de dommages crâniens, d'une commotion cérébrale et d'une lésion à l'œil gauche qui l'oblige à déclarer forfait pour la course. Il sort du coma le dimanche du Grand Prix. Cet accident intervient une semaine seulement après la mort du jeune pilote britannique Henry Surtees, fils de l'ancien champion du monde John Surtees, en Formule 2 dans des circonstances similaires.
Si le pilote brésilien peut s'attendre à un rétablissement complet, sans séquelles, et pourra reprendre la compétition en 2010, sa saison 2009 se termine à la suite de cet accident ; il se classe onzième du championnat, avec 22 points,.

### 2010: chez Ferrari avec Fernando Alonso

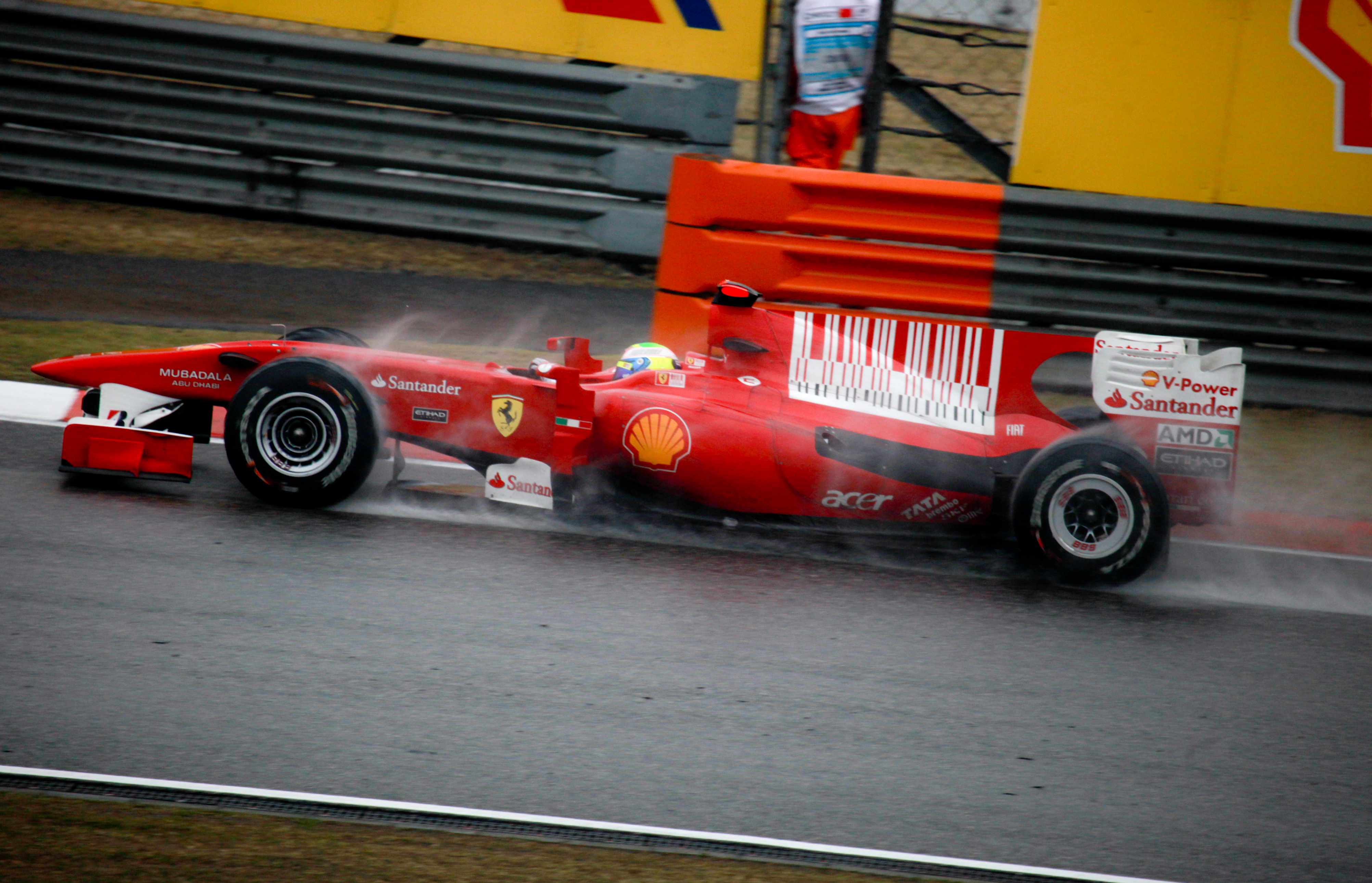
Felipe Massa lors du Grand Prix de Chine 2010.

En 2010, Massa reste chez Ferrari où Räikkönen est remplacé par le double champion du monde espagnol Fernando Alonso. Si Ferrari mise beaucoup sur ce dernier, Massa ne semble pas s'en inquiéter. Le début de saison s'avère prometteur pour Ferrari puisque Massa se qualifie en première ligne du Grand Prix inaugural, à Bahreïn, Fernando Alonso le suivant en troisième position sur la grille de départ. Profitant de leurs bonnes places de départ et d'un problème d'échappement de la Red Bull de Sebastian Vettel, les deux pilotes réalisent un doublé, Massa se classant deuxième de l'épreuve. En Australie, Massa termine sur le podium pour la deuxième fois en deux courses et pointe en tête du championnat grâce à sa septième place en Malaisie, une première depuis 2008. La suite du championnat, ponctuée de trois scores vierges consécutifs à partir du Canada, est plus compliquée, Massa rencontrant beaucoup de problèmes avec différents éléments de sa voiture,.
Il faut attendre le Grand Prix d'Allemagne, onzième manche de la saison, pour revoir les Ferrari en forme. Massa, troisième sur la grille, prend la tête de la course dès le premier virage et conserve cette position jusqu'au quarante-huitième tour où une consigne d'équipe lui intime de laisser la première place à son coéquipier, plus rapide et en meilleure position au classement du championnat du monde (Massa est huitième avec 67 points quand Alonso est cinquième avec 98). Massa se classe donc deuxième de la course tandis que Ferrari est sanctionnée d'une amende de 100 000 dollars pour avoir influé sur le déroulement sportif de la course,,.
Après deux quatrièmes places en Hongrie et en Belgique, Massa retrouve le chemin du podium à Monza, où il termine troisième tandis qu'Alonso s'impose. En quatre courses, Massa a pu remonter en sixième position au championnat. À Singapour, il part dernier à la suite d'un problème mécanique et termine huitième. Il ne couvre pas un seul tour à Suzuka où, parti douzième, il percute la Force India de Vitantonio Liuzzi dès le premier virage. Il monte, pour la cinquième et dernière fois de la saison, sur le podium en Corée du Sud, terminant troisième d'une course remportée par son coéquipier. Pour son Grand Prix national, une dégradation précoce d'un train de pneus et un accrochage le privent des points. Il obtient un point au Grand Prix de clôture à Abou Dabi et termine le championnat à la sixième place, avec 144 points, loin d'Alonso et ses 252 points, lequel s'est battu pour le titre mondial jusqu'au dernier Grand Prix.

### 2011: sous la domination de Fernando Alonso

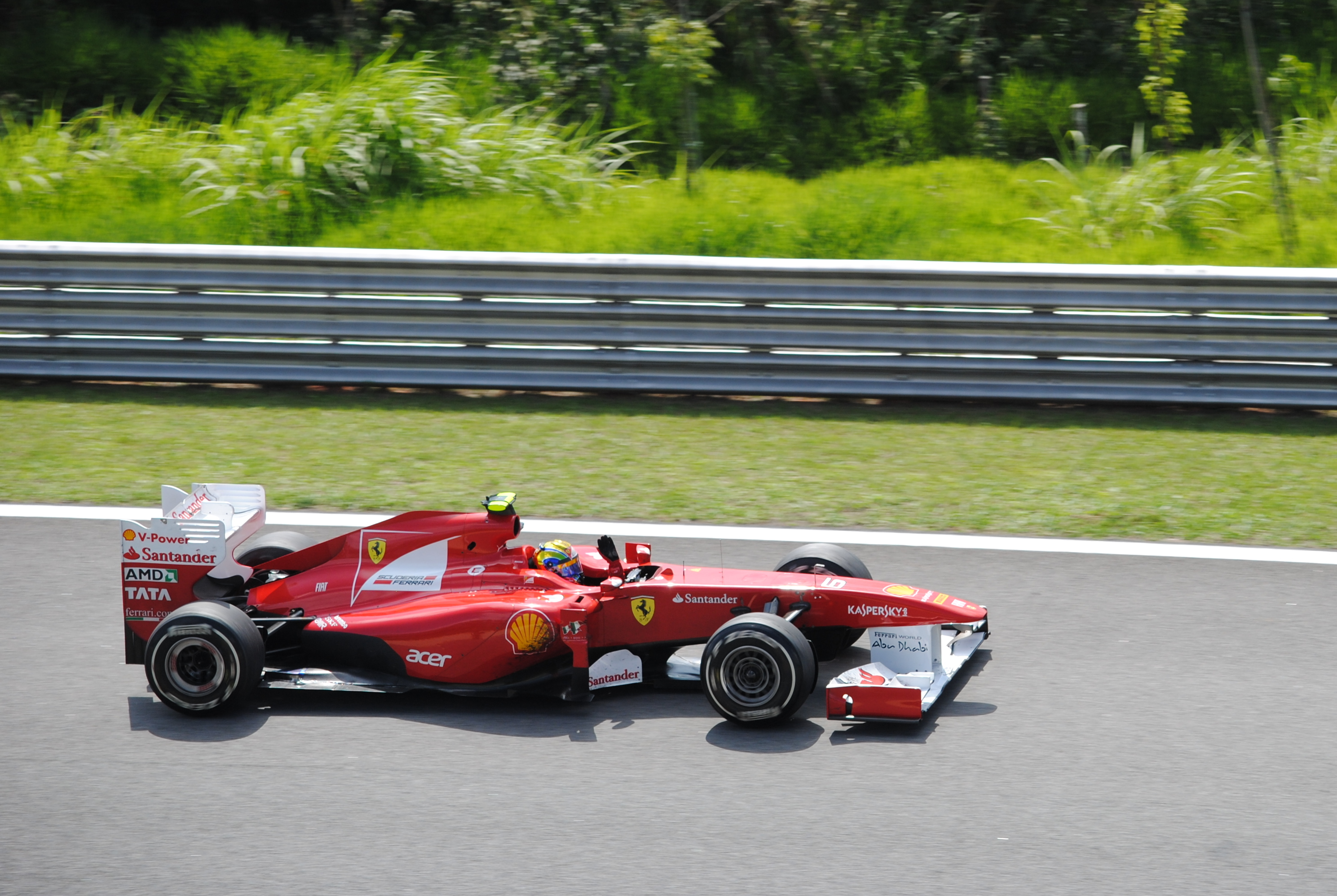
Felipe Massa lors de son Grand Prix national en 2011.

Début 2011, Felipe est élu vice-directeur du Grand Prix Driver's Association, présidé par Pedro de la Rosa. Pour la manche d'ouverture de la saison, Massa part huitième et termine initialement neuvième mais gagne deux positions grâce au déclassement des Sauber de Sergio Pérez et Kamui Kobayashi. En Malaisie, il se qualifie septième et termine cinquième devant Fernando Alonso. Massa explique qu'à cause des pneumatiques, il doit changer son mode de pilotage et opter pour un style moins agressif. Il fait de même en Chine, partant sixième. Après une onzième place en Turquie, Massa connaît deux abandons consécutifs (boîte de vitesses en Espagne et accrochage avec Lewis Hamilton à Monaco). Après six courses, Massa a inscrit 24 points et n'est que huitième alors qu'Alonso est cinquième avec 69 unités.
Massa termine ensuite sixième in extremis face à Kobayashi au Canada pui réalise trois cinquièmes places consécutives, en Europe, en Grande-Bretagne (malgré une tentative de dépassement sur Lewis Hamilton dans le dernier tour) et en Allemagne, qui lui permettent de revenir à la sixième place du championnat avec 62 points, mais toujours loin d'Alonso, quatrième avec 130 unités. L'Espagnol se bat avec les Red Bull et les McLaren tandis que Massa doit se défaire des Mercedes et des Force India, et il ne menace ainsi aucunement son coéquipier qui le domine nettement. À Singapour et au Japon, il est à nouveau mêlé à des incidents de course avec Hamilton. Il en est de même au Grand Prix d'Inde, où sa suspension casse après un passage trop agressif sur un vibreur et l'oblige à abandonner, ce qui met fin à une série de dix courses consécutives dans les points pour le Brésilien. Il termine les deux dernières épreuves cinquième.
Comme en 2010, Massa termine à plus de cent points de son coéquipier (sixième avec 118 points quand Alonso termine quatrième avec 257). Il n'est pas parvenu à monter sur le podium, une première pour lui depuis 2005 et pour un pilote Ferrari depuis 1992, alors qu'Alonso l'aura fait dix fois, et sa saison aura été marquée par de nombreux incidents de course avec Hamilton, avant que les deux ne se réconcilient,,.

### 2012: une saison en demi-teinte

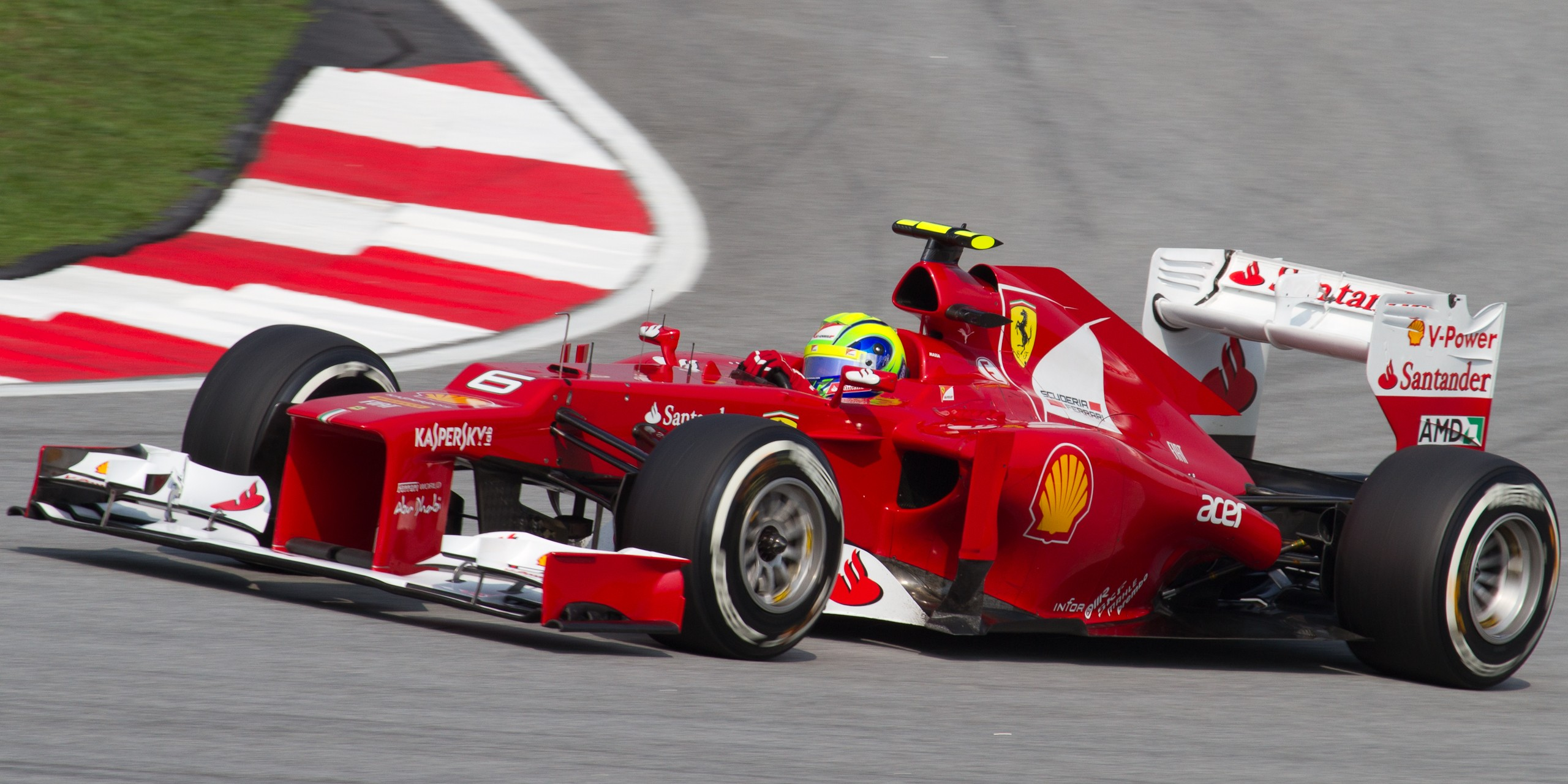
Felipe Massa au Grand Prix de Malaisie 2012.

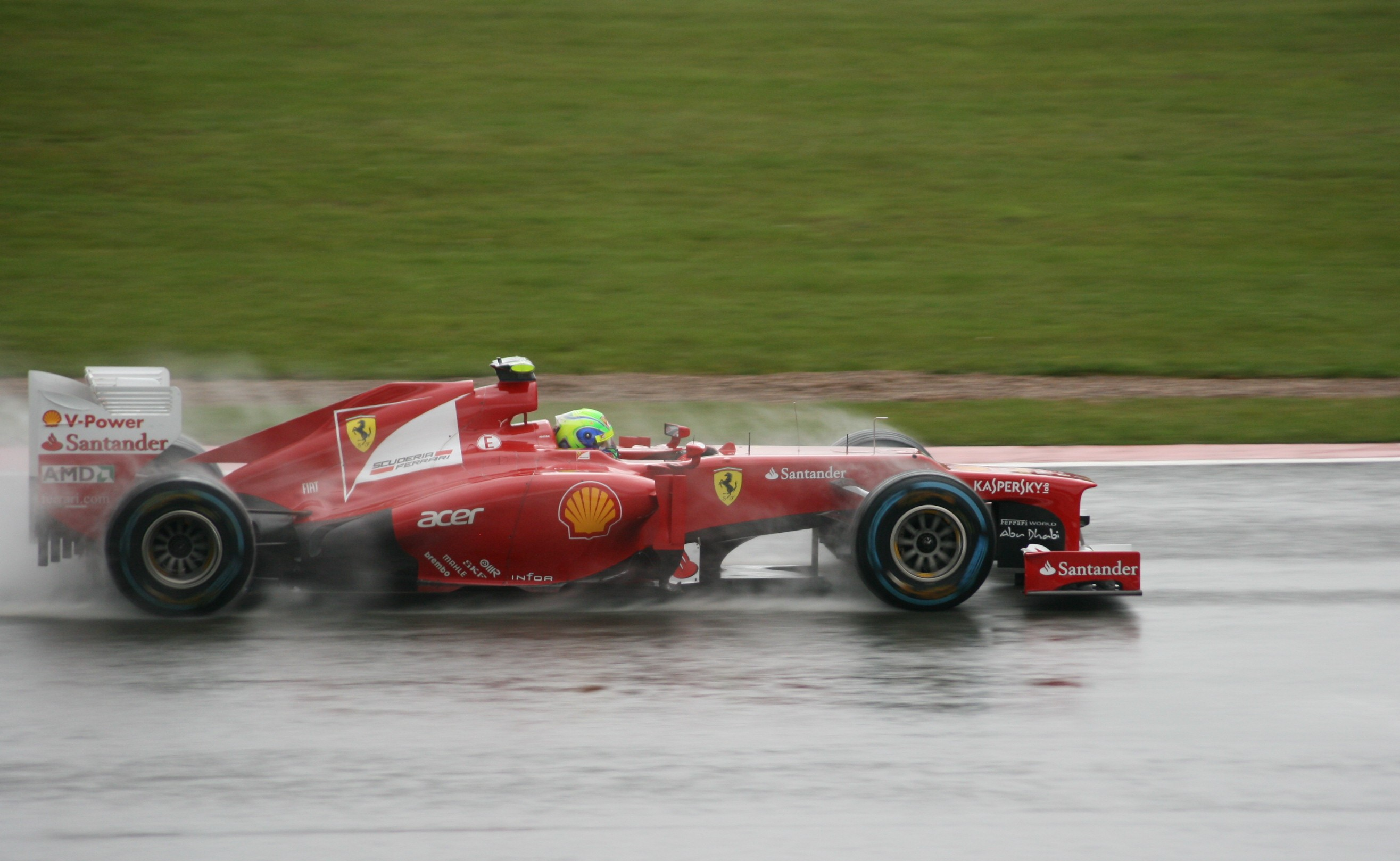
Felipe Massa au Grand Prix de Grande-Bretagne 2012.

Le début de saison de Felipe Massa reste à l'image de la saison précédente où il n'a jamais soutenu la comparaison avec son coéquipier. Ainsi, en Australie, il n'atteint pas la dernière phase de qualification et n'est que seizième sur la grille de départ. Il abandonne en fin de course après un accrochage avec la Williams de Bruno Senna alors qu'il était treizième. En Malaisie, il s'élance en douzième position quand Alonso part huitième. Alors qu'Alonso profite des mauvaises conditions météorologiques qui nivellent les performances des monoplaces pour s'imposer, Massa termine quinzième et n'inscrit toujours pas de point quand son coéquipier prend la tête du championnat avec 35 points. Alors que des rumeurs, relayées notamment par le journal italien La Stampa, annoncent un éventuel remplacement de Massa par Sergio Pérez avant la fin du championnat si ses performances ne s'améliorent pas,, la Scuderia Ferrari annonce lui assurer son soutien indéfectible,,,. En Chine, il termine hors des points à la treizième place. Il n'a ainsi toujours pas inscrit de points après trois Grands Prix, quand Alonso en a 39.
Il se classe ensuite neuvième et inscrit ses deux premiers points de la saison à Bahreïn, ce qui le place à la dix-septième position provisoire du championnat. En Espagne, à Barcelone, il termine quinzième, à un tour du vainqueur quand son coéquipier se classe deuxième à moins d'une seconde. Après cinq Grands Prix, Massa n'est ainsi qu'à une catastrophique dix-septième place avec deux points quand Alonso est co-leader du championnat (avec Sebastian Vettel) avec 61 points.
À Monaco, il se qualifie à un dixième de son coéquipier puis finit sixième de la course, au contact des leaders. Au Canada, il occupe le Top 5 lors des premiers tours avant de partir en tête-à-queue, ce qui ne le fait terminer que dixième. Ainsi, si elles ont progressé, ses performances globales restent tout de même décevantes et le pilote brésilien, s'il s'y voit obligé, pourrait quitter d'équipe et retourner chez Sauber. En Europe, il termine seizième à un tour du vainqueur, qui n'est autre que son coéquipier, et, après ce huitième Grand Prix de la saison, il pointe toujours dans les profondeurs du classement (seizième avec onze points), quand Alonso mène avec 111 unités.
Au fur et à mesure de la saison, les performances de Massa s'améliorent enfin : il se classe quatrième en Grande-Bretagne puis cinquième en Belgique en partant de la quatorzième place. Lors du Grand Prix d'Italie, il réalise sa meilleure qualification de l'année, en s'élançant de la troisième position, devant son coéquipier victime d'un problème mécanique. Il se classe quatrième de la course. Felipe Massa reste malgré tout sur la sellette, le Finlandais Heikki Kovalainen étant approché par Ferrari,
À Singapour, treizième sur la grille de départ, il subit une crevaison dès le premier tour et repart dernier. Il se classe huitième après un dépassement musclé sur la Williams de son compatriote Bruno Senna. Au Japon, il se classe deuxième et obtient son premier podium depuis le Grand Prix de Corée du Sud 2010. Revigoré par son podium, il se classe quatrième, juste derrière Alonso, en Corée du Sud. Bien que plus rapide que son coéquipier en fin de course, il reste derrière lui pour préserver les chances de celui-ci au championnat du monde. Le 17 octobre, son contrat est prolongé d'un an. En Inde, qualifié en sixième position, il conserve cette place en course, contraint d'économiser son carburant à cause d'une mauvaise estimation de ses ingénieurs. À Abou Dabi, après un accrochage avec Mark Webber qui le fait partir en tête-à-queue, il finit la course en septième position et, profitant des abandons de Nico Rosberg et de Romain Grosjean, passe à la septième place du championnat du monde. Au Texas, plus rapide tout au long de la séance de qualifications que son coéquipier, il se qualifie à la septième place quand Alonso est neuvième, mais part onzième après une pénalité pour changement de boîte, pour qu'Alonso puisse profiter du côté propre de la piste. En course, constamment dans le rythme des leaders Sebastian Vettel et Lewis Hamilton, il se classe quatrième de la course, derrière son coéquipier. Pour son Grand Prix national, il se qualifie en cinquième position, à nouveau devant son coéquipier. Sous la pluie battante, Massa bataille tout au long de la course pour préserver les chances de titre de son coéquipier, lui laissant même la deuxième place en vue de l'arrivée, en vain. Il se classe troisième derrière son chef de file et termine septième du championnat du monde avec 122 points.
Cette saison marque bien le rôle de pilote no 2 que Felipe Massa détient dans l'équipe, laissant passer son coéquipier espagnol à maintes occasions. Après un début de saison catastrophique, il a toutefois su remonter la pente, mais demeure encore très loin du double champion du monde, qui échoue à nouveau dans la lutte pour le titre et a inscrit 278 points.

### 2013: dernière saison en rouge

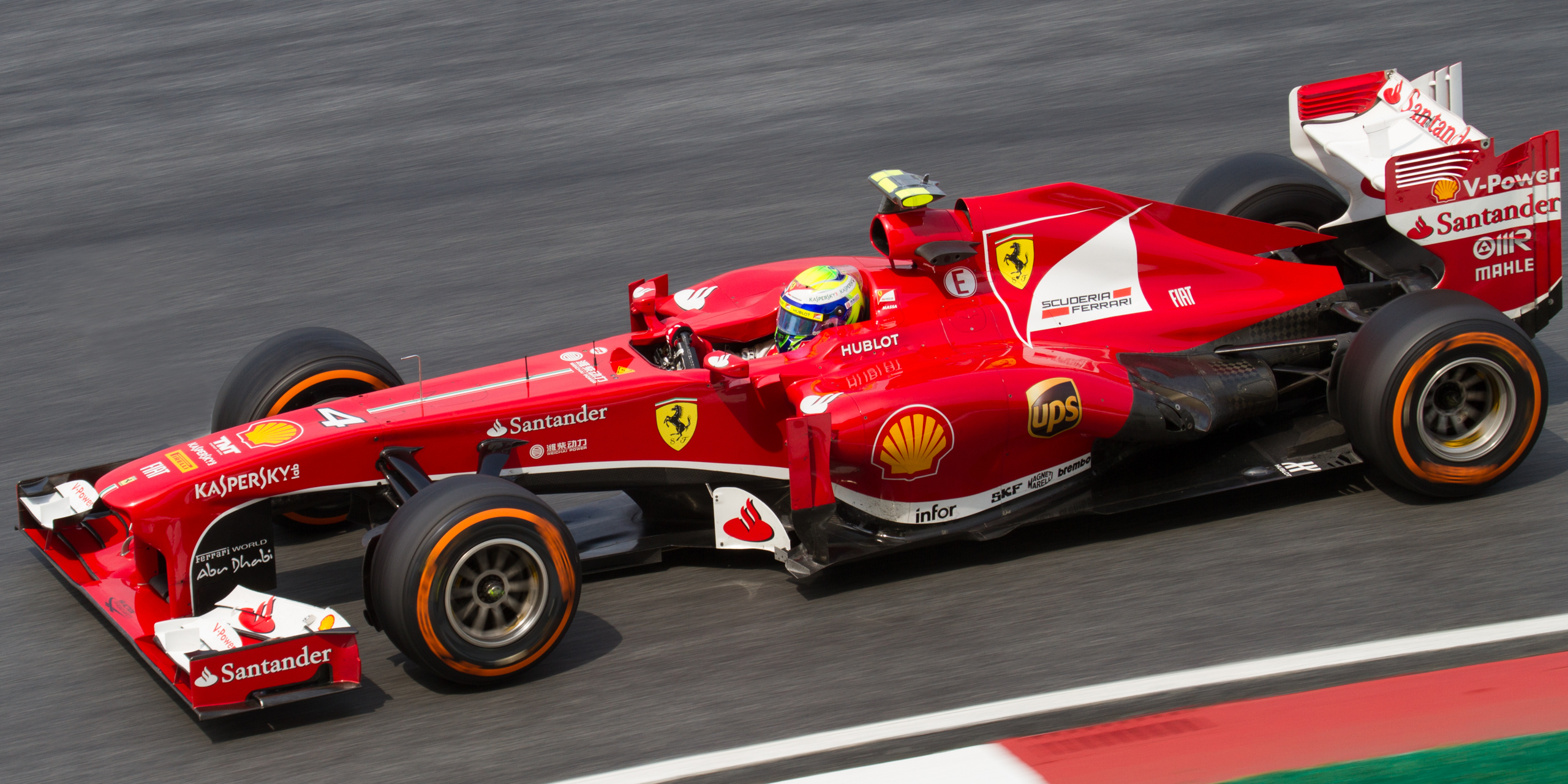
Massa lors Grand Prix automobile de Malaisie 2013.

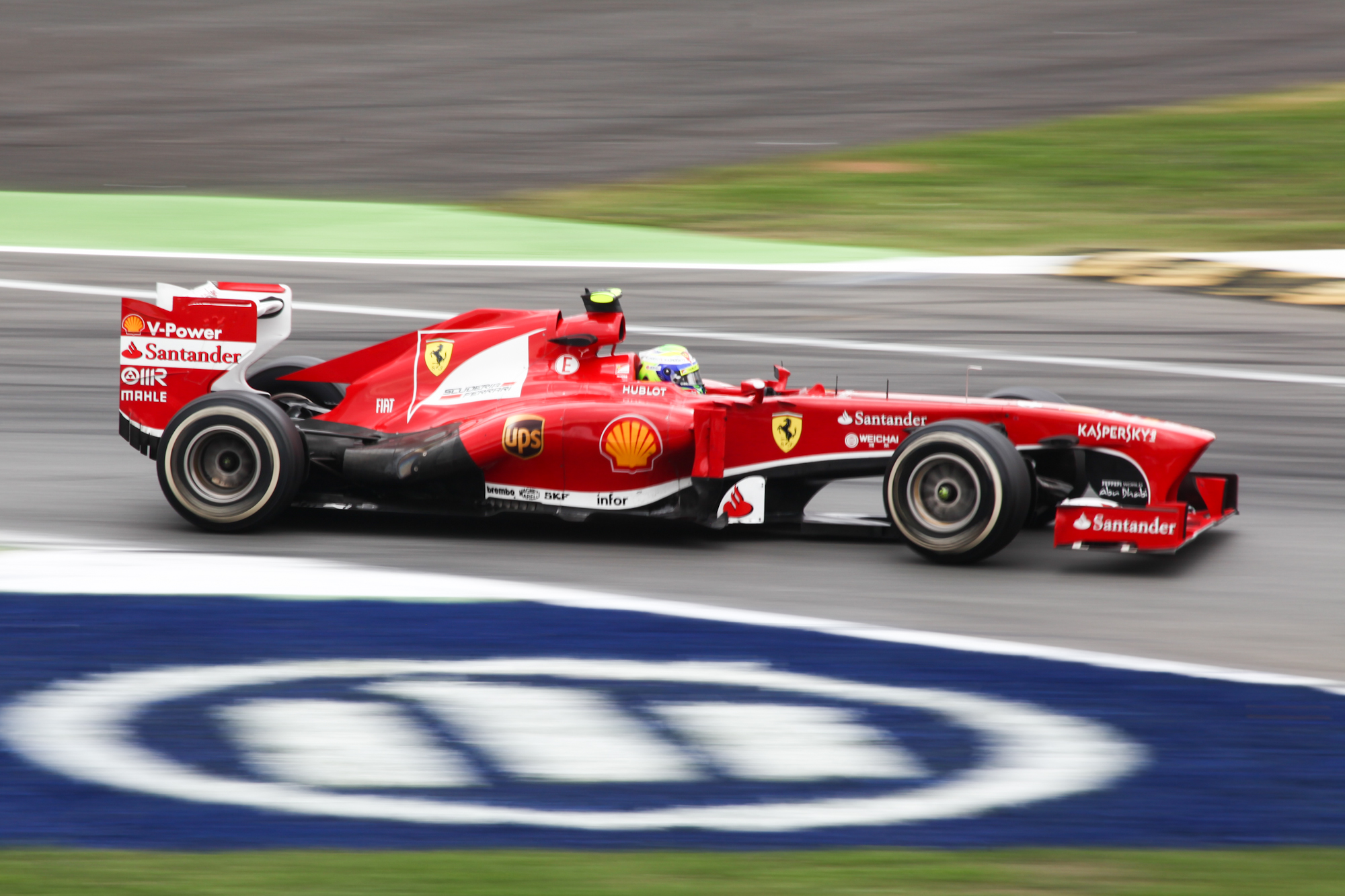
Massa au Grand Prix automobile d'Italie 2013.

Pour le premier Grand Prix de la saison, en Australie, Massa part de la quatrième position, devant son coéquipier, et finit la course à la même place. En Malaisie, il se qualifie deuxième, et s'élance de la première ligne pour la première fois depuis plus de trois ans. Une nouvelle fois devant Fernando Alonso, sur la grille, il termine la course à la cinquième place, et, pour la première fois depuis trois ans, pointe devant lui au championnat en profitant de son abandon. À Shanghaï, qualifié cinquième, il termine sixième à cause d'une mauvaise stratégie de gestion de ses pneumatiques, tandis qu'Alonso, vainqueur, reprend les devants. À Bahreïn, Massa s'élance de la quatrième position mais, en course, il est victime de très fortes dégradations de son pneumatique arrière droit, le contraignant ainsi à de nombreux passages par les stands ; il se classe quinzième.
En Espagne, qualifié en sixième position, il s'élance depuis la neuvième position après une pénalité de trois places pour avoir gêné Mark Webber en qualification. Auteur d'une course solide dans le rythme des leaders, il se classe troisième et obtient son premier podium de la saison. À Monaco, victime d'un violent accident lors de la dernière séance d'essais libres, il ne prend pas part aux qualifications, sa Ferrari n'étant pas réparée à temps, et s'élance de l'avant-dernière position sur la grille à la suite de la pénalité de Max Chilton. En course, au trentième tour, il est victime de la même sortie de piste qu'aux essais et abandonne. Le mardi suivant le Grand Prix, la Scuderia Ferrari révèle que l'accident est dû à une casse d'un élément de la suspension avant-gauche.
Au Canada, une sortie de piste en deuxième partie de qualification sur piste humide le contraint à partir depuis la seizième position de la grille ; il termine huitième de l'épreuve. À Silverstone, Massa part de la onzième position à la suite du déclassement de Paul di Resta et, malgré une crevaison qui le relègue en fond de classement, finit sixième d'un Grand Prix marqué par de nombreux incidents provoqués par les pneumatiques,. Au Grand Prix d'Allemagne, Massa s'élance depuis la septième position, juste devant son coéquipier. Après six tours, il abandonne à cause d'un freinage manqué et d'une boîte de vitesses bloquée. En Hongrie, septième sur la grille de départ, il termine le Grand Prix huitième.
À Spa, lors d'une séance de qualification perturbée par la météo changeante, il obtient la dixième position sur la grille de départ. En course, malgré des problèmes avec son système de récupération de l'énergie cinétique, il termine septième. À Monza, pour la course à domicile de la Scuderia, il se qualifie en quatrième position, juste devant son coéquipier, et termine la course à la même position. Deux jours plus tard, il annonce sur son compte Instagram qu'il ne courra pas pour Ferrari en 2014, ; le lendemain 11 septembre, la Scuderia Ferrari confirme son remplacement par Kimi Räikkönen à compter de 2014. Au Grand Prix de Singapour, il s'élance devant son coéquipier en sixième place et rallie l'arrivée à la même position le lendemain. En Corée du Sud, il se qualifie à nouveau sixième, juste derrière Alonso. En course, il part en tête-à-queue dès le troisième virage et repart dernier ; il arrive finalement neuvième.
Au Japon, il devance son coéquipier de trois places sur la grille de départ et s'élance cinquième. Durant la course, après une pénalité pour vitesse trop élevée dans la ligne des stands, il se classe dixième. En Inde, il s'élance de la cinquième position, devançant une nouvelle fois Alonso de trois places en qualifications ; il finit la course quatrième quand son coéquipier ne marque aucun point. À Abou Dabi, qualifié en huitième position quand Alonso est onzième sur la grille, Massa s'élance septième après le déclassement de Räikkönen et termine la course huitième. La semaine suivante, il signe un contrat de deux ans avec Williams F1 Team et devient le nouveau coéquipier de Valtteri Bottas dont le contrat est prolongé,. Pour finir en beauté chez la Scuderia Ferrari, il promet d'avoir une approche agressive sur les derniers Grands Prix. Au Texas, il se qualifie quinzième et s'élance treizième après les pénalités de Jenson Button et d'Esteban Gutiérrez ; il termine la course douzième. Pour son Grand Prix national, son dernier pour Ferrari, il se qualifie neuvième ; en course, il atteint rapidement la quatrième place mais reçoit une pénalité. Septième de l'épreuve finale, il se classe huitième du championnat du monde avec 112 points.

### 2014: nouveau départ chez Williams

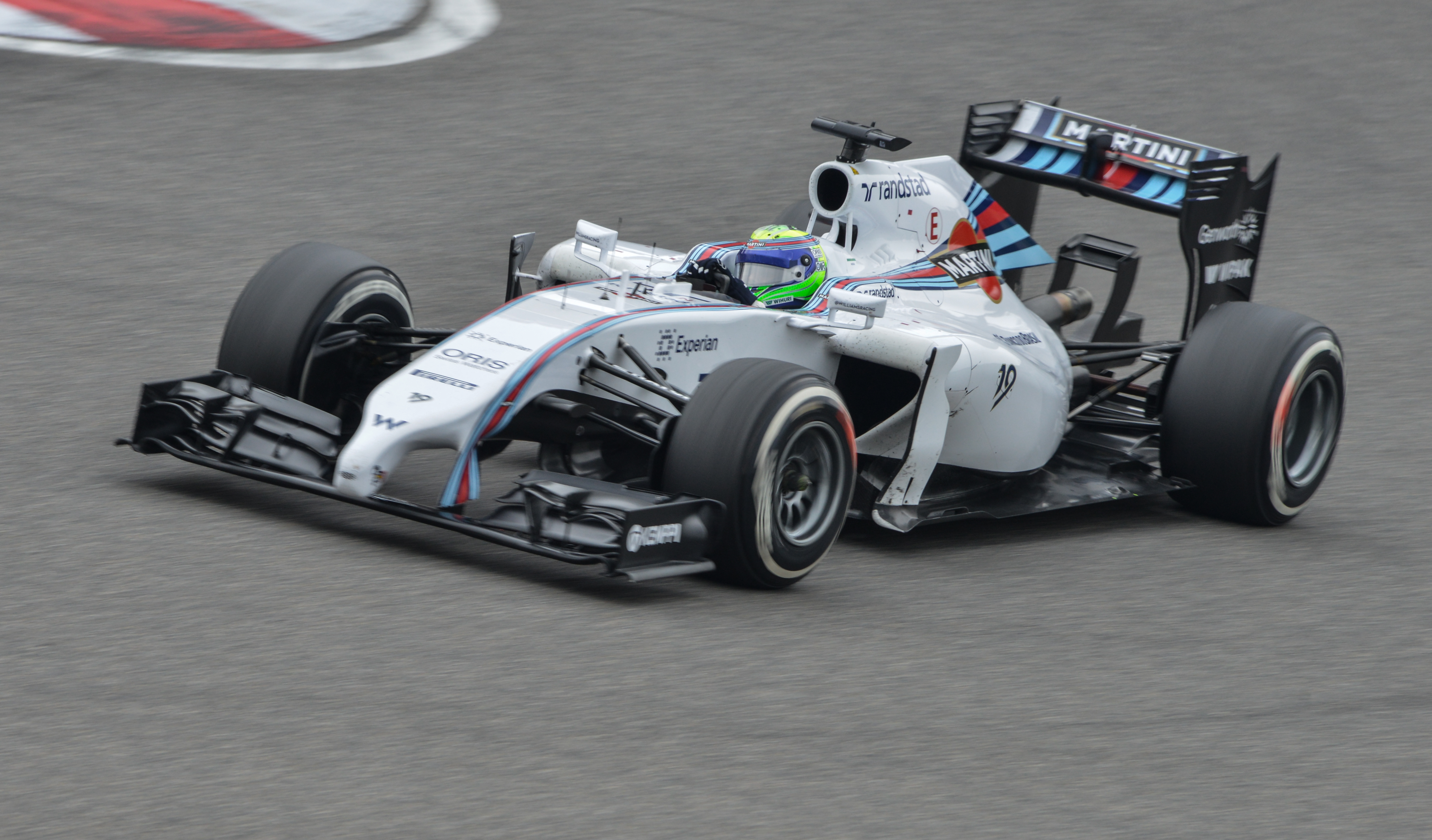
Massa au Grand Prix automobile de Chine 2014 à bord de sa Williams FW36.

Felipe Massa choisit le no 19 après l'adoption de la règle sur les numéros permanents en Formule 1,. En Australie, pour le premier Grand Prix de la saison, il se qualifie en neuvième position, devant son coéquipier mais, en course, percuté au premier virage par Kamui Kobayashi victime d'un problème de freins, il abandonne. En Malaisie, qualifié treizième, devant son équipier Valtteri Bottas, il se classe septième de l'épreuve en ignorant les consignes de son écurie lui demandant de laisser passer Bottas ce qui provoque quelques tensions au sein de l'équipe. À Bahreïn, profitant de la pénalité de Daniel Ricciardo, il s'élance septième et termine la course à la même position. En Chine, il se qualifie sixième, juste devant son coéquipier. Auteur d'un excellent départ, un arrêt au stand catastrophique ruine sa course : ses mécaniciens ne retrouvent pas ses pneus arrière puis éprouvent de grandes difficultés à installer l'arrière-gauche, l'arbre de roue semblant endommagé après une touchette au départ avec Alonso. Il ressort des stands dernier et se classe quinzième de l'épreuve,. À Barcelone, neuvième au départ, il finit treizième. À Monaco, il est accroché par la Caterham de Marcus Ericsson lors de la première partie des qualifications et voit sa Williams FW36 immobilisée. Parti de la seizième position, il termine la course septième. Au Canada, qualifié en cinquième position, il est victime d'un long arrêt au stand mais remonte jusqu'à la cinquième place, ayant momentanément mené le Grand Prix et brisé l'hégémonie des Mercedes ; dans le dernier tour, il est sur le point de dépasser Sergio Pérez lorsque celui-ci change de trajectoire et provoque un violent accident et leur double abandon. Pérez jugé fautif de l'accident est pénalisé d'un recul de cinq places sur la grille du Grand Prix d'Autriche tandis que Massa, classé douzième, obtient le meilleur tour en course.

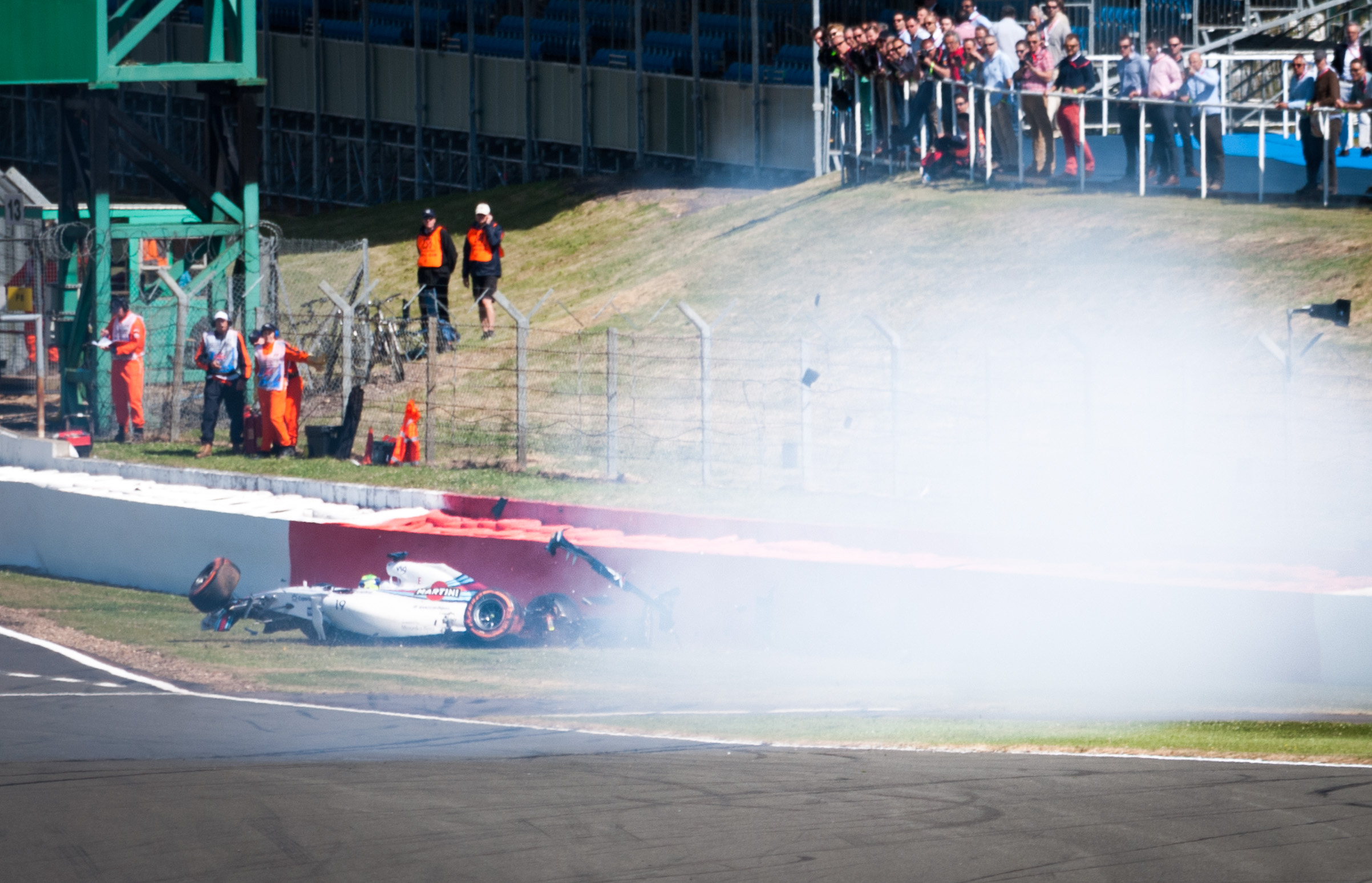
Le crash de Massa aux essais du Grand Prix de Grande-Bretagne.

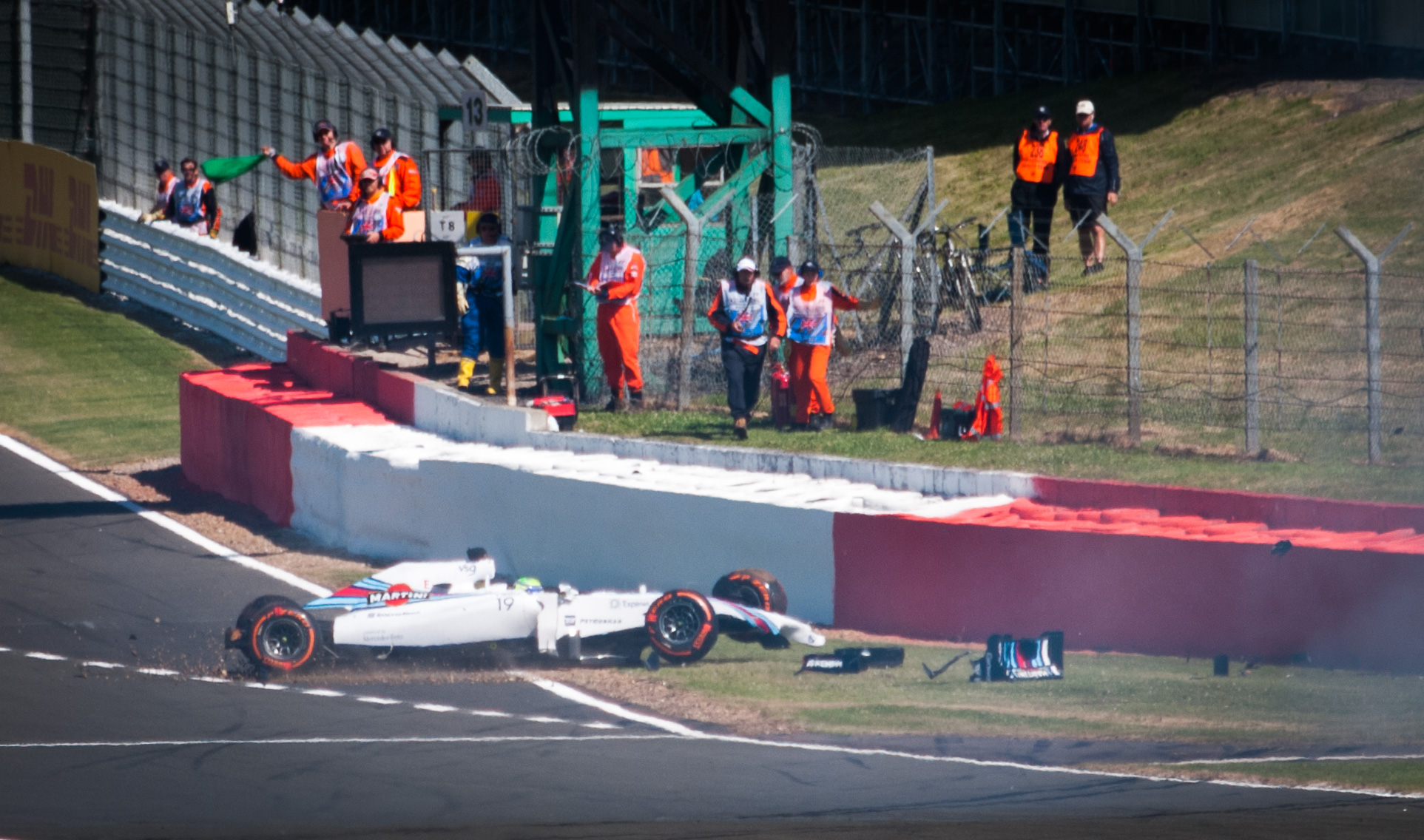
La Williams blanche de Massa, détruite en bord de piste, au Grand Prix de Grande-Bretagne.

Deux semaines plus tard, en Autriche, il réalise sa première pole position depuis le Grand Prix du Brésil 2008, devant son coéquipier Valtteri Bottas, qui est également la première pole position d'une Williams depuis le Grand Prix d'Espagne 2012. Malgré un bon départ, où il mène le début de course, il échoue à la quatrième place, derrière les Mercedes et son coéquipier à cause d'une stratégie peu favorable. Lors du Grand Prix de Grande-Bretagne, Massa prend son deux-centième départ en Formule 1. Il déclare envisager une reconversion en DTM lorsque sa carrière en Formule 1 sera derrière lui. Après des qualifications ratées (dix-huitième), le Brésilien est percuté lors du premier tour de course par Kimi Räikkönen en perdition après avoir tapé violemment le muret avant de traverser la piste,. Ce revers contraste avec les bons résultats de son coéquipier qui obtient le meilleur résultat depuis ses débuts dans la discipline en se classant deuxième après être monté sur la troisième marche du podium lors de la course précédente. En Allemagne, troisième des qualifications, il s'accroche, dès le premier virage, avec Kevin Magnussen, qui l'envoie en tonneau tandis que Bottas obtient son troisième podium consécutif,,.
Après deux abandons dans le premier tour, Massa se classe cinquième du Grand Prix de Hongrie et devance son coéquipier, huitième. Au Grand Prix de Belgique, en difficulté durant toute la course à cause d'un débris coincé dans le fond plat de sa monoplace, il finit treizième quand Bottas monte à nouveau sur le podium et continue de creuser l'écart sur son expérimenté équipier, pointant en cinquième position avec 110 points quand Massa est neuvième avec 40. Après ces performances décevantes, des rumeurs l'annoncent menacé par son compatriote Felipe Nasr en mesure d'apporter un complément de budget de plusieurs millions de dollars. Lors du Grand Prix d'Italie, les Williams monopolisent la deuxième ligne de la grille où Massa est quatrième derrière son coéquipier. Le matin de la course, Williams F1 Team annonce la prolongation du contrat de ses deux pilotes. Devant des tifosi soutenant toujours celui qui a porté les couleurs de la Scuderia Ferrari pendant huit saisons, Massa termine troisième, derrière les Mercedes, et obtient son premier podium depuis le Grand Prix d'Espagne 2013, son premier pour le compte de Williams. Il déclare : « Je suis très content d'être sur le podium aujourd'hui. Nous avons manqué l'occasion un peu plus tôt cette saison et je suis heureux de le faire ici, devant ce public incroyable. C'est un résultat très positif pour l'équipe car nous avons dépassé Ferrari au championnat du monde des constructeurs. [...] On a dit de moi que j'étais un pilote no 2 mais j'ai toujours essayé d'être le no 1 ».
Parti de la sixième place au Grand Prix de Singapour, Massa profite de l'incident sur la voiture de Nico Rosberg pour accéder au cinquième rang, position qu'il garde jusqu'à l'arrivée après une stratégie risquée : il n'est pas rentré aux stands pendant l'intervention de la voiture de sécurité et a gardé ses pneumatiques durant toute la deuxième moitié de la course. Il déclare avoir « piloté comme une grand-mère » dans le but d'économiser ses pneus. Après le Grand Prix, il annonce que Williams pourrait être sa dernière équipe et qu'il y resterait encore deux ou trois années de plus ; il déclare se sentir mieux au sein de cette écurie où il a la sensation d'être respecté, ce « qu'il avait perdu chez Ferrari ». Au Grand Prix du Japon, marqué par le dramatique accident de son ami Jules Bianchi (les deux pilotes ont pour manager Nicolas Todt), quatrième des qualifications juste derrière son coéquipier, il termine septième, juste derrière Bottas. Il déclare : « Il s'agit de la pire course de ma carrière, vraiment une course horrible, pire que la Hongrie lorsque j'ai eu mon accident, pour la simple et bonne raison que je n'en garde aucun souvenir. C'est tellement difficile quand je pense à lui, et je pense à Jules tous les jours ».
Au premier Grand Prix de Russie de Formule 1, alors que Bottas, troisième place sur la grille de départ a même, un temps, entrevu la pole position, Massa réalise seulement le dix-huitième temps à cause d'un problème de pression d'essence. En course, parti en pneus durs, il chausse les gommes tendres dès le premier tour dans le but de remonter à un rythme soutenu ; un second changement de pneus le contraint à terminer onzième tandis que Bottas se classe troisième,,,. Trois semaines plus tard, au Grand Prix des États-Unis, qualifié en quatrième position, juste derrière son coéquipier, il prend l'avantage dès le départ et conserve sa troisième place jusqu'à son arrêt au stand où il perd une position au profit de Daniel Ricciardo,. Pour son Grand Prix national, Massa, très en verve et qualifié en troisième position derrière les pilotes Mercedes et devant son coéquipier Bottas, monte, sous les vivas du public d'Interlagos, sur la troisième marche du podium malgré un stop-and-go de cinq secondes pour vitesse excessive dans la voie des stands et après s'être trompé de stand lors de son arrêt tandis que Bottas ne ramène que le point de la dixième place : « C'est incroyable. C'est vraiment un résultat fantastique […] chaque fois que je sortais du garage, à chaque tour, ils scandaient mon nom […] Tout ce qui s'est passé dans ma course, comme la pénalité de cinq secondes alors que malgré l'excès de vitesse j'ai perdu du temps dans la manœuvre et le fait que je me sois arrêté au mauvais garage, tout cela n'était pas suffisant pour nous faire perdre le podium. J'y suis arrivé grâce à l’énergie de tout le monde ici. »,, À Abou Dabi, qualifié en quatrième position, juste derrière son coéquipier, il obtient son meilleur résultat de la saison en se classant deuxième à quelques secondes du champion du monde Lewis Hamilton. Il achève sa première saison avec Williams à la septième place du championnat avec 134 points,,.

### 2015: deuxième saison chez Williams

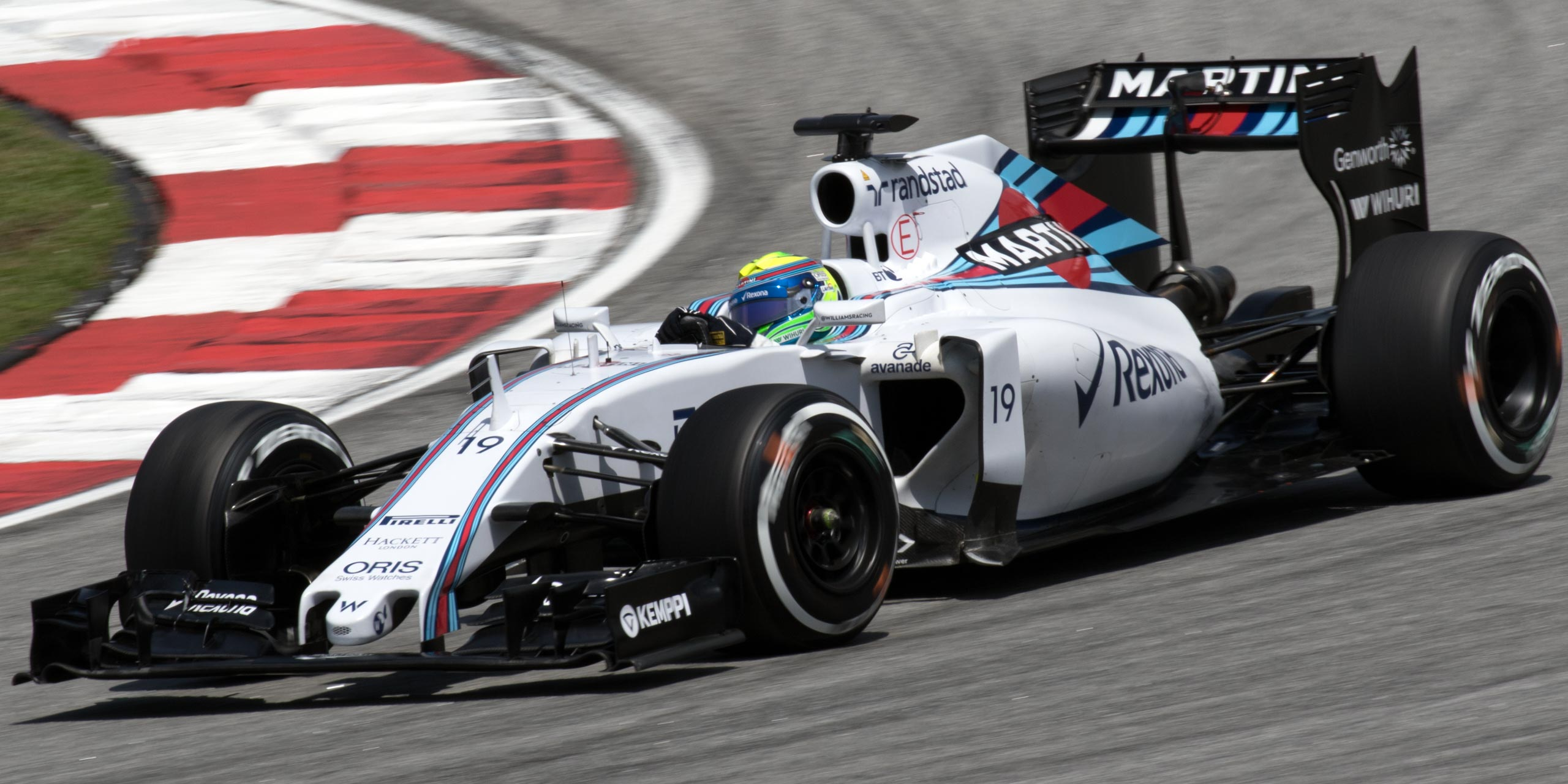
Felipe Massa au Grand Prix de Malaisie 2015.

À Melbourne, pour le Grand Prix d'ouverture, Massa se qualifie en troisième position, derrière les deux Mercedes. Malgré un bon rythme de course, une erreur de stratégie lui coûte le podium au profit de la Ferrari de Sebastian Vettel ; il termine quatrième devant son compatriote Felipe Nasr. Au Grand Prix de Malaisie, il se qualifie en septième position devant son coéquipier qui profite du déclassement de Romain Grosjean pour l'accompagner en quatrième ligne. À l'issue de la course, il déclare : « Nous finissons cinquième et sixième, le maximum que nous pouvions faire, c'était tout simplement impossible de rivaliser avec les Ferrari sur cette course, étant donné leur pointe de vitesse. » Il se plaint de son arrêt au stand : « J'ai perdu deux secondes lors d'un arrêt au stand. Sans cela j'aurais pu terminer devant Valtteri. Le niveau de dégradation de nos pneumatiques s'est aussi avéré trop élevé, cela nous a empêché de viser plus haut. »,. En Chine, quatrième sur la grille, juste devant Bottas, il est doublé par son coéquipier et par Kimi Räikkönen dès le premier virage ; il reprend l'avantage sur Bottas avant la fin du premier tour et occupe la cinquième place pendant toute l'épreuve. À Bahreïn, qualifié en sixième position, Massa est victime d'un problème électrique au départ du tour de formation, cale sur la grille et doit s'élancer des stands. Percuté par Pastor Maldonado en début de course, il doit composer avec une monoplace endommagée ; remonté au neuvième rang, il termine dixième à cause de pneus trop usés. Massa pointe au cinquième rang du championnat, avec un point d'avance sur son coéquipier,.
En Espagne, parti neuvième, il double Carlos Sainz Jr. et Max Verstappen dès le début de course et adopte une stratégie décalée à trois arrêts qui ne lui procure aucun avantage particulier ; il termine sixième tandis que son coéquipier Bottas (quatrième au départ et qui devait effectuer trois arrêts mais n'en a fait que deux) se classe quatrième. À l'issue de la course, le Brésilien cède sa cinquième place au championnat à son coéquipier. À Monaco, le manque de performance des Williams FW37 compromet ses qualifications : Massa ne réalise que le quatorzième temps. Douzième sur la grille grâce aux pénalisations de Romain Grosjean et Carlos Sainz Jr., un contact avec Nico Hülkenberg au premier virage ruine sa course ; il termine quinzième, juste derrière son coéquipier, à un tour du vainqueur Nico Rosberg,. Après la violente sortie de piste de Max Verstappen qui a accroché Grosjean, il déclare « Ce qui s'est passé était très dangereux. Cela montre peut-être que l'expérience compte en Formule 1. Il a eu de la chance de ne pas être blessé car il aurait pu être sérieusement touché avec ce qui s'est produit. […] Il a seulement 17 ans. S'il se blesse ou blesse quelqu'un, tout le monde va en parler. Ils vont dire qu'ils donnent une licence à un jeune de 17 ans et voilà ce qu'il fait. »,. Au Canada, victime d'une casse moteur en qualifications, Massa s'élance d'une lointaine quinzième place. Auteur d'une course solide il remonte à la sixième place finale. En Autriche, Massa obtient le quarantième podium de sa carrière, son premier de la saison. Après s'être élancé de la quatrième position, le Brésilien profite du mauvais arrêt au stand de Sebastian Vettel (ses mécaniciens ont beaucoup de mal à fixer sa roue arrière-droite) pour lui ravir la position. En fin de course, Massa contient l'Allemand, revenu sur ses talons et passe la ligne d'arrivée à la troisième place. Très sensible à la sécurité en Formule 1, il témoigne à l'issue de la course, sur l'accident qui a touché Fernando Alonso et Kimi Räikkönen et souhaite que des mesures soient prises : « Les études dans le domaine de la protection de la tête des pilotes suivent leur cours […] ces cockpits ouverts engendrent des risques. […] Si vous remontez au temps de mon accident, vous pouvez vous souvenir qu'après, la sécurité des casques a été renforcée avec des visières plus résistantes. Nous devons toujours rester sur le qui-vive concernant la sécurité en F1. […] Je ne sais pas si un cockpit complètement fermé est la solution mais il y a des améliorations à apporter et nous devons le faire. ».

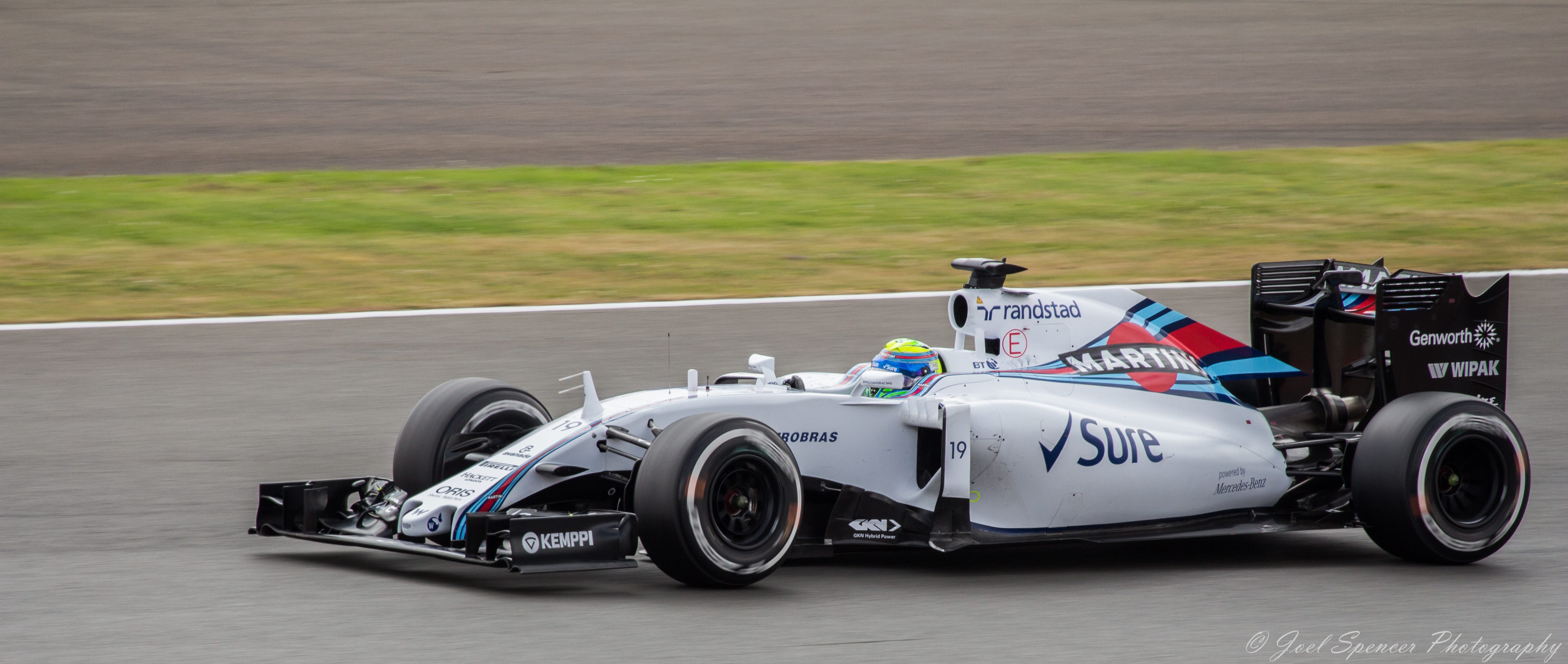
Felipe Massa au Grand Prix de Grande-Bretagne 2015.

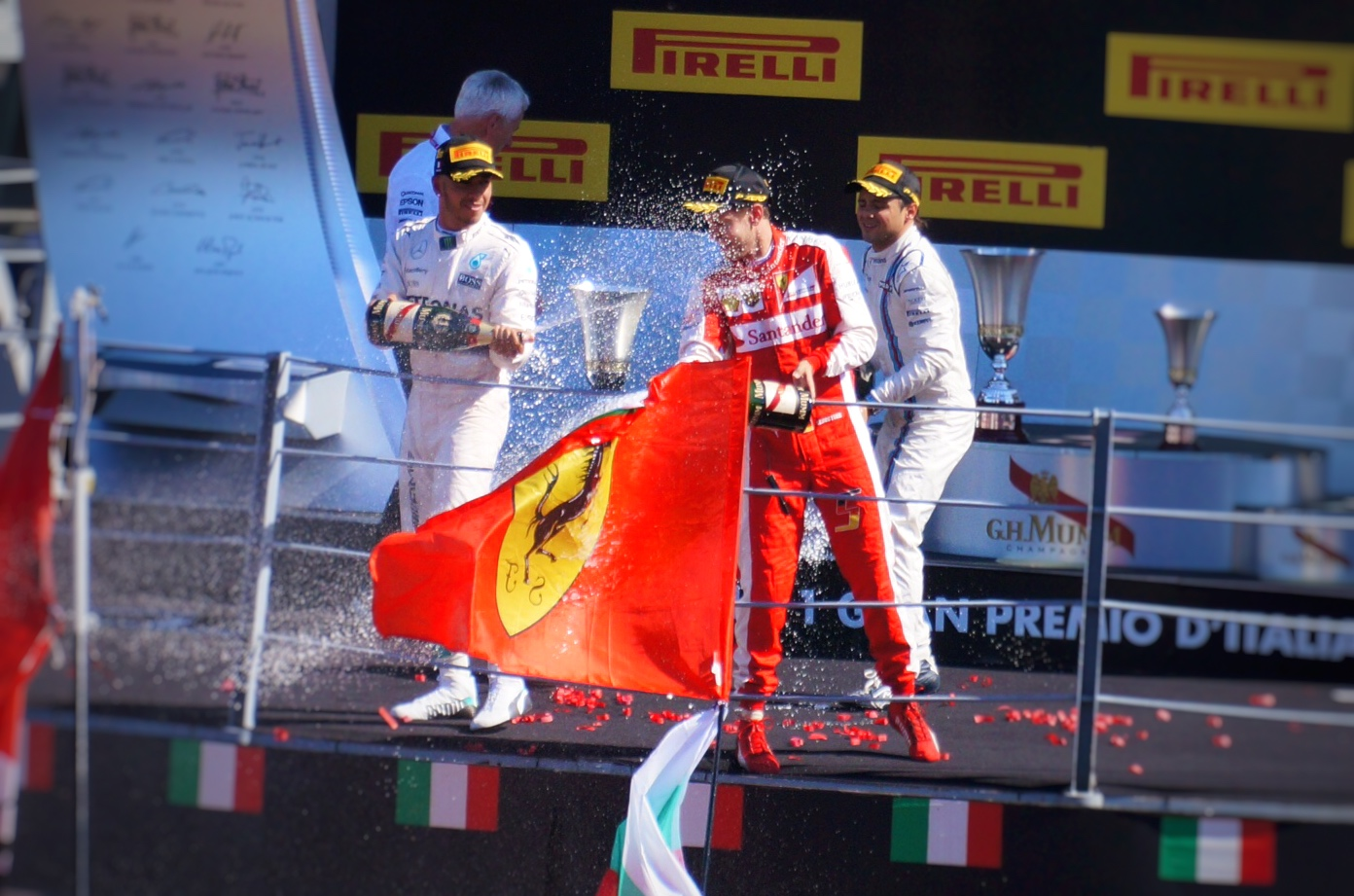
Felipe Massa sur le podium du Grand Prix d'Italie 2015.

Au Grand Prix de Grande-Bretagne, Massa se qualifie en troisième position, derrière les deux Mercedes et devant son coéquipier Bottas. Il vise un podium en course, après celui obtenu en Autriche. Massa réussit un envol parfait qui lui permet de prendre le commandement de l'épreuve jusqu'au dix-huitième tour et son arrêt au stand. Second jusqu'au quarantième tour, il termine quatrième à cause de la pluie et d'un deuxième arrêt au stand mal géré : « Mon départ a été fantastique mais mon second arrêt au stand très mauvais. C'est là que nous avons perdu l'occasion de monter sur le podium. La pluie a aussi démontré que nous n'étions pas assez compétitifs dans ces conditions. » En marge du Grand Prix, il annonce qu'il pense prolonger son contrat avec Williams tout en envisageant sa reconversion en Formule E ou en endurance.
Le Grand Prix de Hongrie, dernière course avant la pause de la mi-saison, ne restera pas dans les annales de Williams et de Massa. Qualifié à la huitième place, il ne réussit pas, faute d'une bonne position dans son baquet, à se placer correctement sur la ligne de départ, ce qui entraîne un deuxième tour de formation et une pénalité de cinq secondes pour le Brésilien qui reste perplexe face à une telle situation car ce problème ne lui est encore jamais arrivé. Massa, victime d'un train de pneus peu performant, termine la course douzième, juste devant son coéquipier. Le Brésilien se montre sévère avec son équipe en déclarant : « Notre rythme de course a été vraiment, vraiment mauvais. Avec les pneus « médium », nous étions lents dans le trafic, surtout moi. Je ne pouvais vraiment pas piloter, il n'y avait aucun grip sur la voiture. »
Au Grand Prix de Belgique, Massa obtient la sixième place sur la grille, à un dixième de seconde de Bottas, troisième. En course, il éprouve des difficultés à s'élancer avec la nouvelle procédure inaugurée lors de cette épreuve et perd plusieurs places à cause de ses pneus tendres : il est ainsi dixième au dixième tour. Grâce au bon fonctionnement de ses pneus durs, il remonte régulièrement mais, en fin de course, bute sur Sergio Pérez qui dispose d'une meilleure vitesse de pointe. En terminant sixième, il prend la cinquième place du championnat du monde (82 points) et reprend l'avantage sur son coéquipier qui le devançait depuis le Grand Prix d'Espagne. À Monza, cinquième sur la grille de départ, il tire parti du mauvais envol de Kimi Räikkönen et de l'abandon de Nico Rosberg en fin de course pour, au prix d'une belle lutte contre son coéquipier dans les derniers tours, monter sur la troisième marche du podium. À l'issue de la course, Massa devient quatrième du championnat. À Singapour, qualifié en neuvième position, deux places derrière son coéquipier, il est percuté par Nico Hülkenberg en sortant de la voie des stands alors qu'il roule en huitième position ; si l'Allemand est pénalisé d'un recul de trois places sur la grille du prochain Grand Prix, Massa doit effectuer deux arrêts au stand pour faire contrôler sa voiture puis à cause d'une crevaison lente et ne remonte en piste qu'en quatorzième position pour abandonner quelques boucles plus tard,,.
Au Japon, Felipe Massa, qualifié à la cinquième place, voit sa course compromise dès le départ lors d'un contact avec Daniel Ricciardo qui provoque une crevaison de sa roue avant. Il boucle le premier tour à la dernière place et se classe dix-septième, à un tour du vainqueur. En Russie, il s'élance depuis la quinzième place alors que Bottas est troisième. En course, il remonte peu à peu grâce à une stratégie agressive et se dirige vers une sixième place lorsque Kimi Räikkönen accroche Bottas pour le gain de la troisième place. L'abandon de son coéquipier et la pénalisation de Räikkönen lui permet de terminer quatrième : « C'est un bon résultat pour moi, nous avons été en mesure de revenir à l'avant après une qualification décevante. J'ai perdu un peu de temps en début de course derrière des voitures plus lentes car j’étais en pneus durs et pas ceux qui étaient autour de moi. Toutefois, j'ai eu un bon rythme avec les pneus les plus tendres en fin de course. Cela m'a permis de revenir vers le haut du classement et de marquer encore plus de points grâce à l'accident du dernier tour. ». Au Grand Prix des États-Unis, Bottas et Massa endommagent la suspension de leur voiture dès le premier virage de la course et Massa, remonté à la dixième place, abandonne dans le vingt-quatrième tour. Au Mexique, qualifié septième, il termine l'épreuve en sixième position. À Interlagos, il s'élance huitième et rejoint l'arrivée à la même place puis est disqualifié en raison d'une température du pneu arrière-droit trop élevée ; pourtant convaincue d'une erreur de la FIA, Williams renonce à faire appel pour des raisons économiques. Au Grand Prix d'Abou Dabi, il se qualifie et termine en huitième position. Felipe Massa s'est révélé plus régulier qu'en 2014 et plus proche de son coéquipier Valtteri Bottas, en terminant sixième du championnat, avec deux podiums et 121 points, juste derrière Bottas, qui signe aussi deux podiums et inscrit quant à lui 136 points.

### 2016: faux départ à la retraite

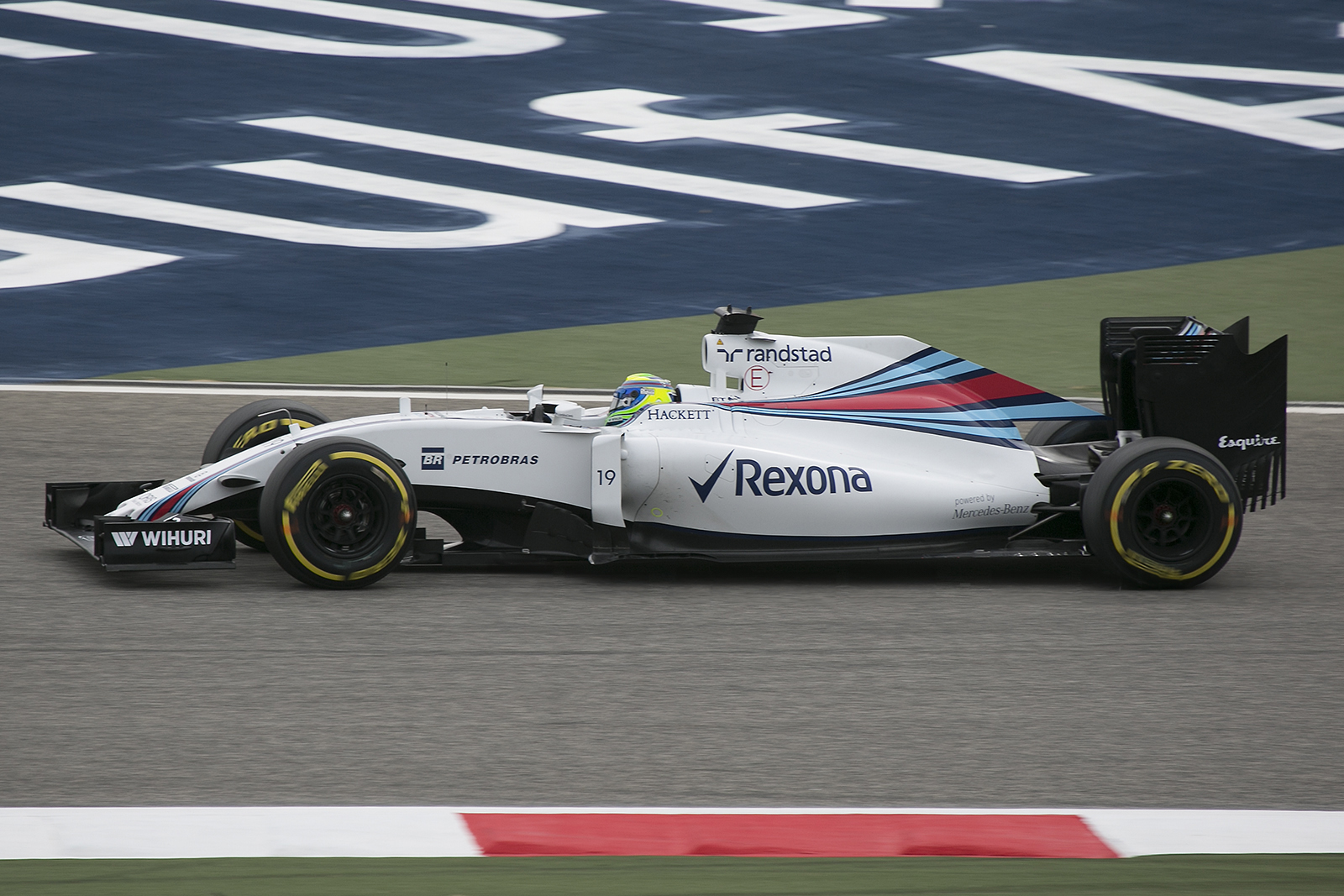
Felipe Massa au Grand Prix de Bahreïn 2016.

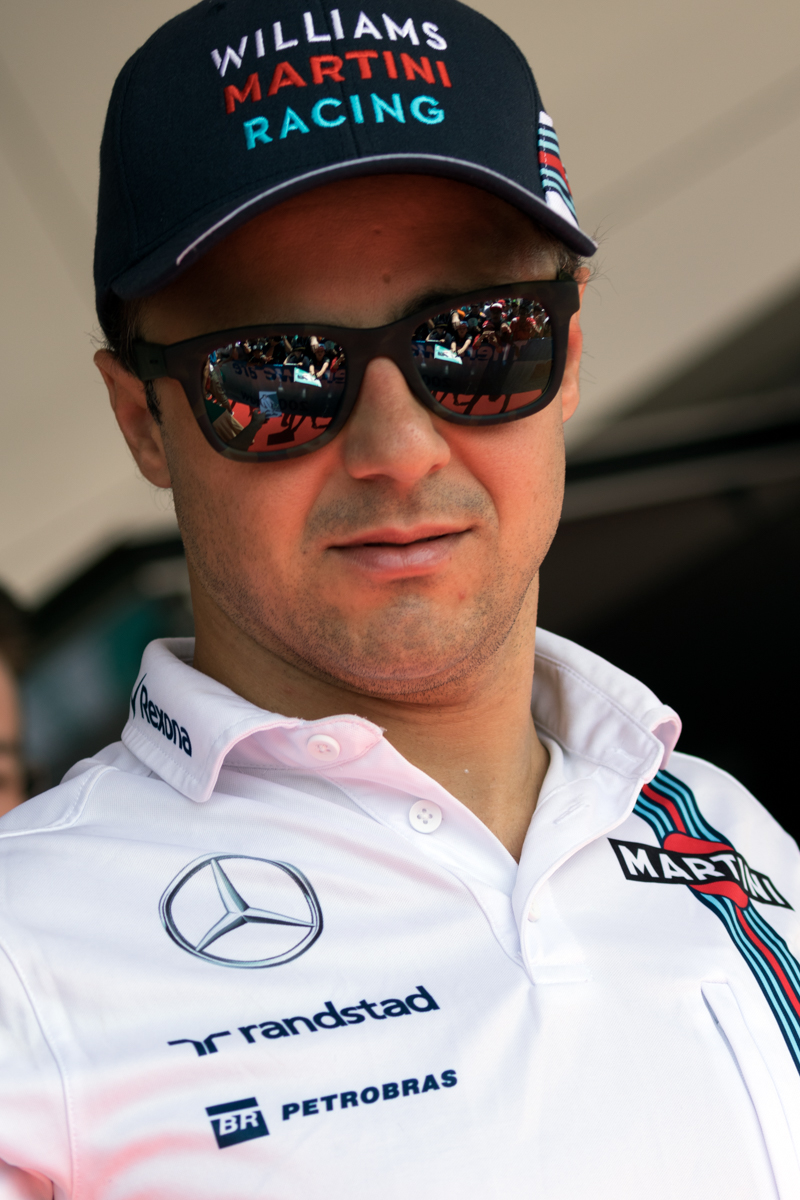
Felipe Massa au Grand Prix de Malaisie 2016.

Lors du Grand Prix d'Australie, à Melbourne, Massa se qualifie à la sixième place, à presque deux secondes de la pole position. En course, il dépasse Max Verstappen, profite de l'abandon de Kimi Räikkönen mais se fait dépasser par Daniel Ricciardo et termine cinquième. Au Grand Prix suivant, à Bahreïn, il se qualifie septième derrière son coéquipier Valtteri Bottas. Grâce à un bon départ et à l'accrochage entre son coéquipier et Lewis Hamilton, il accède à la deuxième place ; faute d'une voiture suffisamment compétitive, il termine huitième devant Bottas. En Chine, qualifié onzième, il gagne quelques positions au départ et se classe sixième. En Russie, il se qualifie en cinquième position, deux places derrière son coéquipier. Après l'intervention de la voiture de sécurité, à la suite de l'incident dans le premier tour, il perd sa quatrième place au profit du champion du monde en titre, Lewis Hamilton, lequel terminera deuxième tandis que Massa terminera cinquième derrière son coéquipier Bottas. À l'issue de ce quatrième Grand Prix de la saison, Massa pointe à la sixième place avec 32 points, quand Bottas n'est que neuvième avec 19. Après une huitième place en Espagne, les choses se compliquent sérieusement pour le pilote Williams, qui n'inscrit que trois points lors des huit courses suivantes. Il devra abandonner en Autriche, au Canada (quand Bottas est sur le podium) et en Allemagne.
En marge du Grand Prix d'Italie, Felipe Massa annonce officiellement sa retraite en Formule 1 après quatorze saisons disputées en tant que titulaire et environ 250 Grands Prix disputés.
À l'occasion de ce qui est censé être son dernier Grand Prix national, le Brésilien pilote une monoplace Williams FW38 décorée à son nom à la place de celui de Martini. C'est la première fois qu'un commanditaire se passe d'une couverture médiatique pour saluer la retraite de son pilote. Massa déclare : « J'ai toujours dit que j'avais la plus jolie des Formule 1 sur la grille de départ mais là c'est encore à un autre niveau. Je n'ai jamais eu écho du fait qu'un sponsor laisse ainsi sa place à un pilote. C'est un honneur et, je ne vais pas mentir, c'est pas mal d’émotion pour moi. » Lors de la course, qui devait être sa dernière en Formule 1 dans son pays, et qui est disputée sous la pluie, il part la faute et abandonne, puis sort de sa voiture sous les acclamations du public.
Massa termine ce qui devait être son dernier Grand Prix, le Grand Prix d'Abou Dabi 2016, à la neuvième place, et conclut finalement ce qui devait être sa dernière saison à la onzième place avec 53 points, quand Bottas termine huitième avec 85. Il n'a pas signé le moindre podium, ce qui est une première depuis 2011, et n'a pas mené le moindre tour durant la saison, ce qui est une première depuis 2005.
Toutefois, la donne change cinq jours après le dernier Grand Prix de la saison 2016, à Abou Dabi : tout juste sacré champion du monde, Nico Rosberg annonce son retrait de la Formule 1. Dès lors, Mercedes Grand Prix choisit Valtteri Bottas pour le remplacer, et la solution pour le libérer de son contrat chez Williams passe notamment par un retour de Massa pour une saison supplémentaire avec l'écurie de Grove afin d'épauler le débutant canadien Lance Stroll. En fin d'année 2016, Massa aurait déjà accepté de retarder son départ à la retraite.

### 2017: dernière année en Formule 1, chez Williams

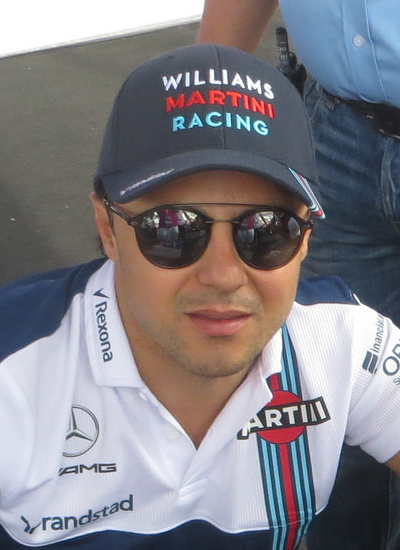
Felipe Massa au Grand Prix automobile d'Azerbaïdjan 2017.

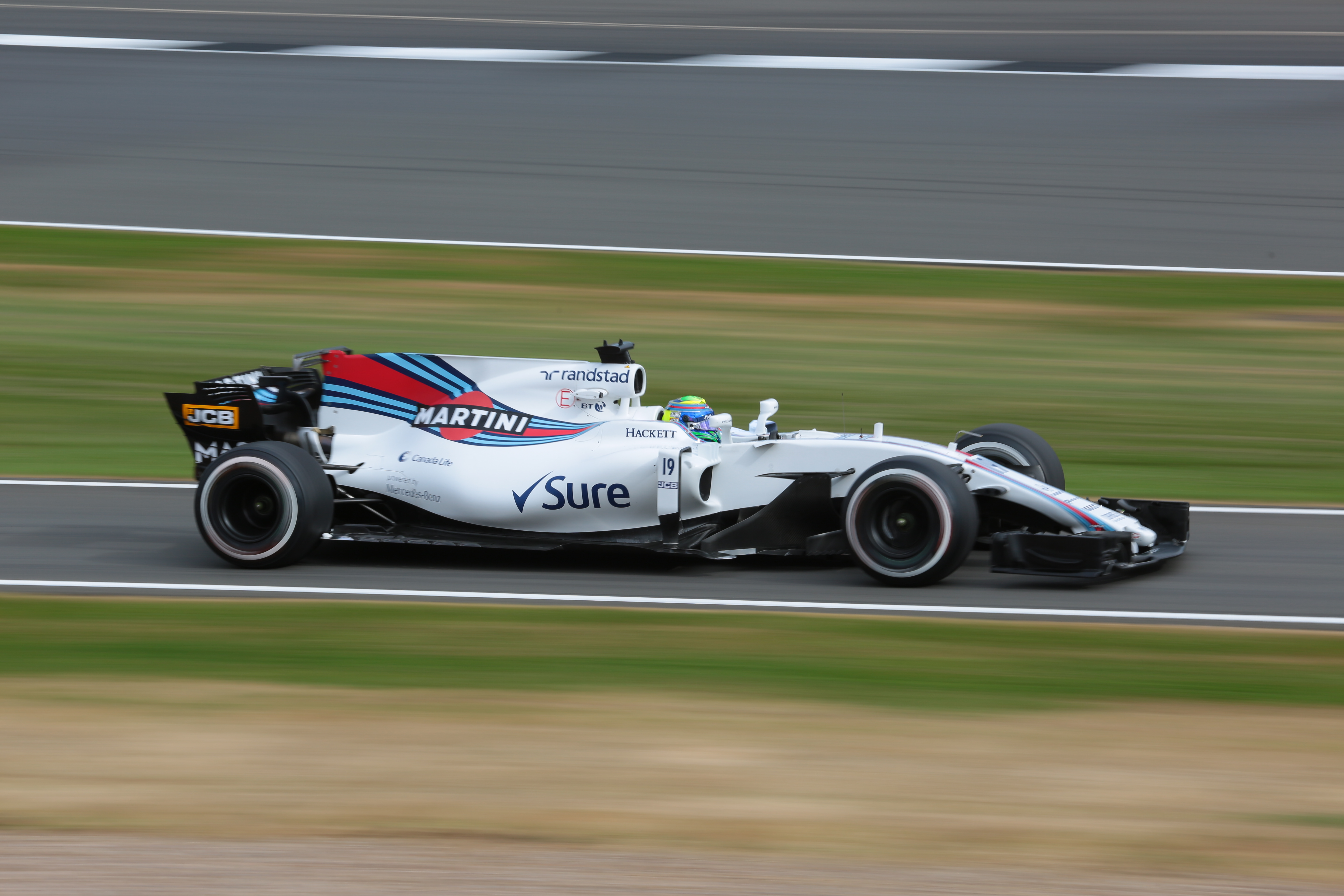
Felipe Massa au Grand Prix automobile de Grande-Bretagne 2017.

Le 16 janvier 2017, Williams F1 Team annonce que Massa accepte de disputer une saison supplémentaire, au volant de la FW40 pour un salaire de 6 millions d'euros en partie financé par Mercedes. « Tout d'abord, je suis ravi d'avoir reçu l'opportunité de revenir chez Williams. Valtteri s'est vu offrir une proposition qu'il ne pouvait pas refuser étant donné ce qui s'est passé cet hiver et je lui souhaite tout le meilleur chez Mercedes. En retour, Williams m'a proposé de les aider pour cette saison 2017 de Formule 1 et je pense que c'était la bonne chose à faire. Je n'ai absolument pas perdu mon enthousiasme pour la course automobile et je suis extrêmement motivé à l'idée de piloter la FW40 ! J'ai également hâte de commencer à travailler avec mon nouvel équipier, Lance Stroll. Je le connais depuis plusieurs années et j'ai vu son talent éclore durant cette période, donc je suis curieux de voir ce que nous pourrons réaliser ensemble. »
Massa entame la saison par une sixième place au Grand Prix d'Australie. Une arrivée hors des points en Chine puis une nouvelle sixième place, à Bahreïn, le placent au septième rang du championnat, avec 16 points, alors que son jeune coéquipier Lance Stroll prend difficilement ses marques et n'a toujours pas vu l'arrivée d'un Grand Prix.
Massa continue de marquer des points avec deux neuvièmes places, en Russie et à Monaco, avant d'être pris dans l'accrochage entre Carlos Sainz Jr. et Romain Grosjean au Grand Prix du Canada et d'abandonner dès le premier tour. Il subit un second abandon consécutif en Azerbaïdjan où il casse un amortisseur et rentre aux stands à mi-course tandis que son coéquipier obtient son premier podium.
Il revient dans les points avec une autre neuvième place, en Autriche, juste devant Stroll, et marque le point de la dixième place en Grande-Bretagne. Lors du Grand Prix de Hongrie, après les essais libres, il se plaint de vertiges et déclare forfait pour le reste du weekend ; il est remplacé par le pilote-essayeur Paul di Resta.
De retour après la trêve estivale, il enchaîne deux huitièmes places consécutives en Belgique et en Italie où Stroll le devance. Il finit neuvième en Malaisie, dixième au Japon et à nouveau neuvième à Austin. Stroll semble avoir pris ses marques dans la discipline et passe devant Massa au classement du championnat à l'issue du Grand Prix du Mexique, l'excluant même des dix premiers.
Le 4 novembre 2017, Felipe Massa annonce qu'il prend sa retraite à l'issue de la saison 2017,,. Le Brésilien révèle également qu'il aurait aimé poursuivre une saison supplémentaire et envisagerait désormais de prendre une année sabbatique avant d'envisager une reconversion en Formule E : « Je voulais continuer une année de plus, j'avais un bon ressenti sur mon pilotage avec les hautes charges aérodynamiques et les pneus larges. J'avais plus de plaisir à conduire ces voitures que celles des années précédentes [...] Je parlais dernièrement à l'équipe mais ils ne savaient pas quel serait mon avenir. Je leur ai dit que j'aimerais une réponse avant le Brésil, c'était ma limite. Nous avons eu une conversation la semaine dernière et ils ont sans doute pris un chemin différent du mien. Je ne sais pas ce que Williams va décider mais nos voies ont divergé [...] Il y a une chance formidable qui se présente, celle de prendre une année sabbatique [...] J'ai l'intention de courir en Formula E mais le championnat démarre bientôt et la plupart des équipes ont trouvé leurs pilotes. Donc ce ne sera pas pour cette fois mais à la place, je vais me préparer pour avoir, en 2019, une bonne équipe, une bonne année, comme il le faut pour moi. »
Son dernier Grand Prix du Brésil se solde par une septième place, obtenue après une longue lutte face à Fernando Alonso, ce qui constitue l'un de ses meilleurs résultats durant cette saison. Lors de son 269e et dernier Grand Prix, à Abou Dabi, il se classe finalement à la dixième place après être parti de cette même position.
Felipe Massa termine ainsi sa quinzième et dernière saison en Formule 1 à la onzième place avec 43 points, juste devant son jeune coéquipier Lance Stroll, douzième avec 40 unités.

### Reconversion
En janvier 2018, Felipe Massa prend ses fonctions à la tête de la CIK-FIA, l'organisme qui régit la discipline sportive du karting selon la Liste des fédérations de compétition automobile. Le nouveau président de la commission internationale de karting déclare : « Je pense qu'actuellement, la CIK-FIA est dans une bonne situation. Quand on regarde les chiffres d'inscriptions aux six événements du championnat d'Europe et aux deux courses de championnat du monde : 1359 pilotes venus de 58 pays des cinq continents sont engagés. C'est génial et représente un signe positif pour notre futur. […] J'ai du travail pour remplacer le cheikh Abdulla bin Isa Al-Khalifa qui a fait un super travail [… ] Comme pour tout changement, nous avons désormais l'opportunité d'évoluer depuis nos récents succès et nous travaillerons aussi avec notre nouveau promoteur, RGMMC, pour faire évoluer le karting international. […] Je veux écouter les compétiteurs et les équipes pour avoir leur avis sur ce qui fonctionne et ce qui ne fonctionne pas. J'ai des plans pour améliorer la sécurité en karting, surtout pour les plus jeunes, ainsi que les circuits et je réfléchis à des développements, tel que du e-karting. »
Le Brésilien renonce temporairement à s'engager en Formule E ; il souhaite en effet prendre son temps afin, s'il rejoint le championnat, de le faire dans les meilleures conditions possibles : « J'essaie de comprendre quelle va être la situation. Je veux courir dans un championnat où je crois pouvoir être au top, me battre pour des victoires et le championnat. Je me préparerai à trouver la bonne voiture et la bonne équipe et à bien commencer la saison mais ce n'est pas pour tout de suite. »
Après avoir testé une Jaguar Racing de Formule E et assisté à l'EPrix de Rome 2018, Felipe Massa annonce, en mai 2018, avoir signé un contrat de pilote avec l'équipe Venturi Formula E Team pour disputer la saison 2018-2019 : « Je suis très heureux de rejoindre Venturi et ce magnifique championnat qu'est devenu en si peu de temps la Formule E. Cela fait plusieurs années que je ne cache pas mon intérêt pour cette discipline novatrice, futuriste et au développement exponentiel. J'aime entre autres le format des meetings, l'implantation des circuits au cœur des villes et le contact avec le public. »,,
Fin novembre 2023, après avoir effectué des essais au volant d'une Ligier JS P320, il annonce participer aux 24 Heures de Daytona, en catégorie LMP2, au volant de l'Oreca 07 de l'équipe Riley,,,,,. Il termine la course au troisième rang de la catégorie.

### Style de pilotage
À ses débuts, Felipe Massa est réputé pour son pilotage agressif à l'origine de quatre accidents au cours de la saison 2002,. En 2004, après son passage chez Ferrari, il maîtrise mieux sa monoplace et son pilotage évolue,. Il abandonne à quatre reprises, dont deux fois seulement sur accident. Rob Smedley, responsable de la performance du véhicule Williams, déclare en 2014, que Felipe « commet beaucoup moins de fautes que lors des dernières années ». Selon Smedley, cela s'explique par l'absence de pression d'avoir la Scuderia Ferrari pour équipe et Fernando Alonso comme coéquipier.
Très agressif depuis ses débuts en sport automobile, son style de pilotage s'adoucit après son arrivée chez Ferrari en 2003. Au cours de la saison 2012, il confie avoir du mal à accorder son pilotage trop sévère à sa monoplace. En 2014, à la suite du changement de réglementation, Massa déclare devoir adapter son style car les nouveaux moteurs développent plus de couple et les voitures disposent de moins d'appuis aérodynamiques. Enfin il déclare en 2015 que son accident de 2009 n'a pas changé sa façon de piloter.
Felipe Massa est réputé pour être un pilote très malchanceux en raison de ses nombreux abandons et erreurs de stratégie,,,.
Felipe Massa possède plus de pole positions que de victoires (16 contre 11). Dans son rôle de deuxième pilote, il a plusieurs fois reçu une consigne d'équipe lui intimant de laisser passer son leader en course, comme en 2010 chez Ferrari ou en 2014, chez Williams,.
Au cours de sa carrière, Felipe Massa a toujours fait équipe avec des partenaires de talent comme les champions du monde Jacques Villeneuve (en 2005), Michael Schumacher (en 2006), Kimi Räikkönen (de 2007 à 2009) et Fernando Alonso (de 2010 à 2013).
Il est dominé par Nick Heidfeld en 2002 et par Giancarlo Fisichella en 2004, deux pilotes qui possèdent beaucoup plus d'expérience : Fisichella en est déjà à sa neuvième saison en Formule 1 ; il domine ensuite un Jacques Villeneuve, sur le déclin. Chez Ferrari, il est logiquement battu par Schumacher et Räikkönen avant de se battre pour le titre mondial en 2008, revenant ainsi à hauteur du Finlandais dans l'estime de la Scuderia Ferrari.
De 2010 à 2013, considéré comme le « porteur d'eau » de l'équipe, il subit des consignes d'équipes et n'est pas en mesure de lutter contre son coéquipier. En 2014, son duel face à Valtteri Bottas est très équilibré en qualification ; toutefois, à la mi-saison, Bottas totalise trois podiums alors que Massa, impliqué dans plusieurs accidents, n'a jamais fait mieux que quatrième.
Peu après que Williams F1 Team a annoncé sa prolongation pour 2015, Massa révèle qu'il a été, tout au long de sa carrière, proche d'arrêter la compétition, comme en Formule Chevrolet, en 2003 chez Sauber ou alors à maintes reprises chez la Scuderia Ferrari, mais qu'il a « toujours réussi à surmonter ça pour aller de l'avant ».
En 2015, Felipe Massa combat l'idée selon laquelle le pilotage est moins valorisé depuis l'apparition des unités de puissance hybrides. Bien qu'il ne cache pas que la monoplace qu'il pilote actuellement ne lui procure pas un grand plaisir au volant et estime que les voitures de la période 2003-2008 étaient les plus agréables à manier, Massa assure que l'électronique était bien plus présente à bord à l'époque : « Je crois que c'était peut-être plus fun ; la manière dont étaient les voitures, les pneus, peut-être les règles aussi. En termes de plaisir, piloter ces voitures était plus fun. […] J'ai connu de nombreuses années où nous avions beaucoup d'électronique. Tout était électronique en 2003 : le rétrogradage, le contrôle de traction, tellement d'autres choses. […] Sans aucun doute, nous avons connu des années où c'était pire d'un point de vue technologique par rapport à aujourd'hui. […] Aujourd’hui nous devons faire de nombreux changements sur le volant mais cela vient de l'équipe, pour la fiabilité et différentes choses. Nous devons davantage piloter désormais par rapport à certaines années où tout était automatique. ».

## Desafio Internacional das Estrelas

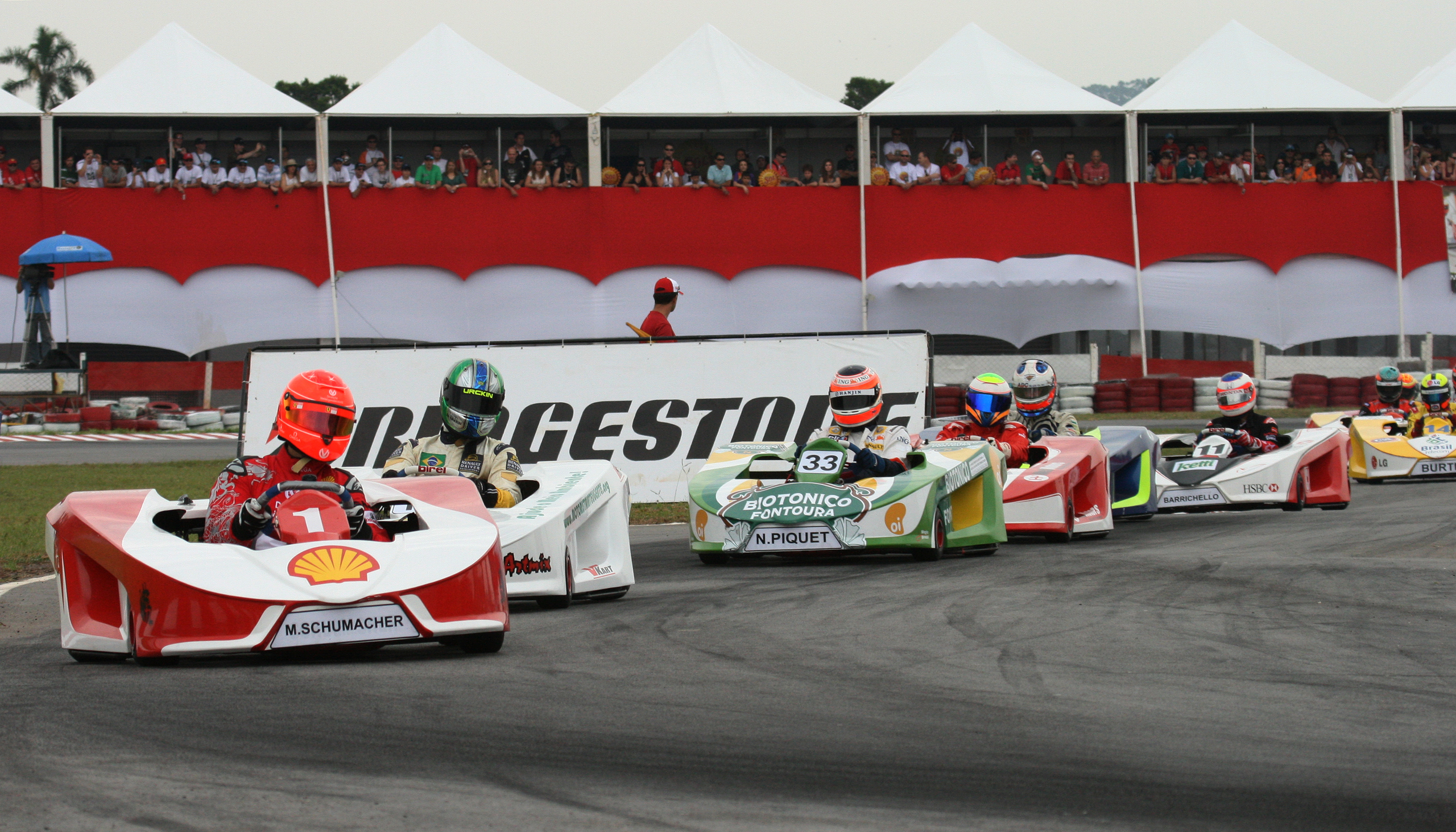
Michael Schumacher, en tête, au Desafio Internacional das Estrelas 2007. Massa est quatrième, entre Nelson Angelo Piquet et Felipe Giaffone.

Le Desafio Internacional das Estrelas, aussi nommé International Challenge of the Stars, est une compétition de karting créée par Felipe Massa en 2005 à Bauru et qui se déroule depuis 2006 sur le Kartódromo dos Ingleses de Florianópolis. La première édition est remportée par le Brésilien Daniel Serra, tandis que Felipe Massa remporte la seconde édition, en 2006. Cette compétition accueille chaque année des grands noms de la Formule 1,. Michael Schumacher en est le vainqueur en 2007 et en 2009, Rubens Barrichello gagne en 2008, Lucas di Grassi s'impose en 2010 et Jaime Alguersuari en 2011,,,.
L'épreuve n'est pas organisée en 2012 afin de modifier son calendrier : au lieu de se dérouler en fin d'année, courant novembre ou décembre, l'événement se tient désormais en janvier. En 2013, le Français Jules Bianchi s'impose puis, en 2014, cède son titre à l'Italien Vitantonio Liuzzi,. Après dix ans d'existence, la compétition est annulée fin 2014 par Felipe Massa qui remercie les organisateurs, les partenaires et tous les pilotes ayant participé à cette compétition.

## Vie privée

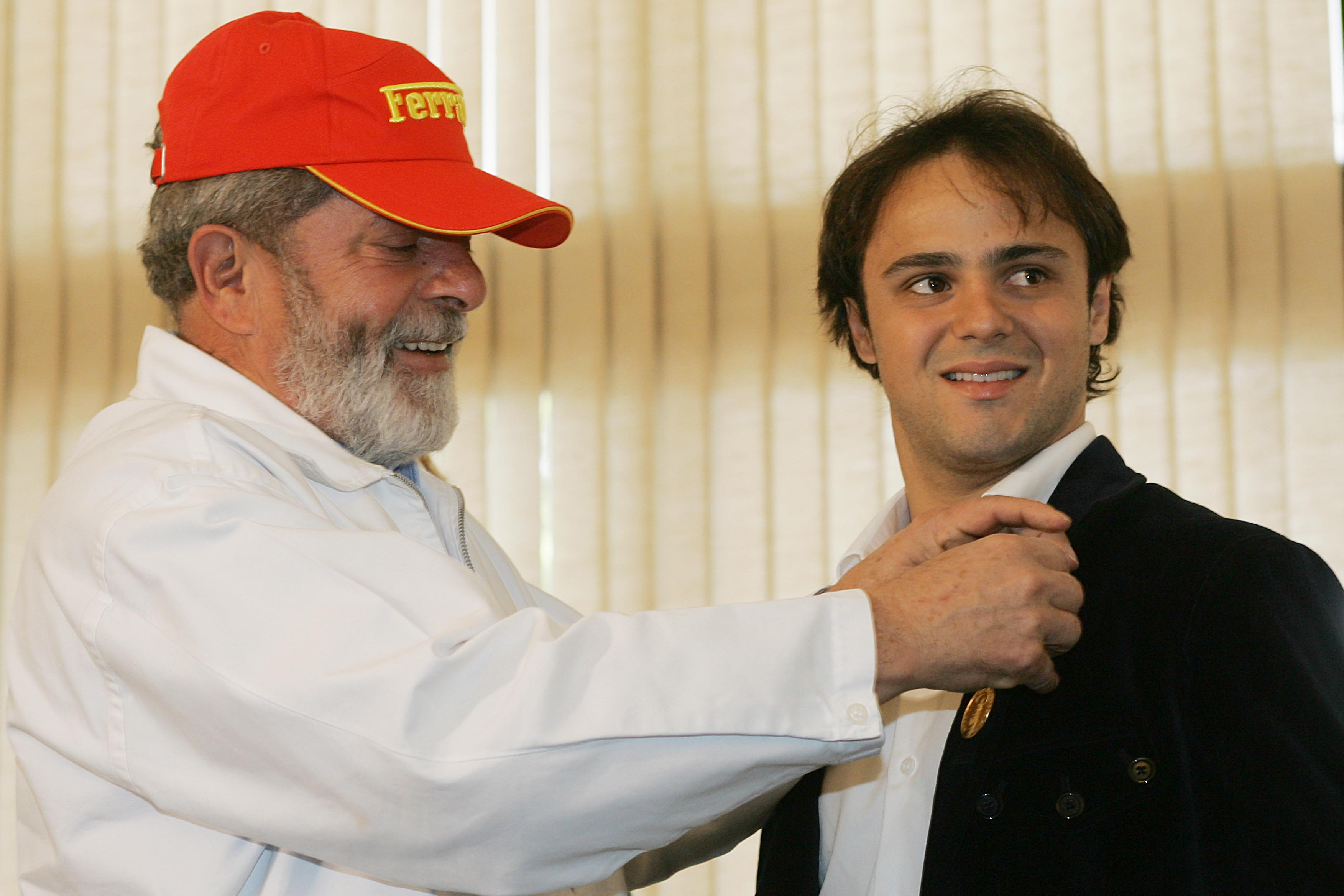
Felipe Massa décoré de la médaille du mérite sportif brésilien par Luiz Inácio Lula da Silva, président du Brésil, en octobre 2006.

Felipe Massa est d'origine italienne (Cerignola) par son grand-père. Il est marié depuis le 30 novembre 2007 à Rafaela Bassi avec laquelle il a eu, le 30 novembre 2009, un fils prénommé Felipe,. Les week-ends de Grand Prix, il est souvent accompagné de son père et de son frère.
Felipe Massa supporte deux clubs de football, São Paulo Futebol Clube, l'équipe de sa ville natale, et Fenerbahçe S.K. dont Zico, une de ses idoles d'enfance, fut entraineur entre 2006 et 2008, et où son ami Roberto Carlos, joua de 2007 à 2009,. Il est également proche du footballeur brésilien Luis Nenê.

## Résultats en compétition automobile

### Résultats en Formule Chevrolet
| Saison | Écurie     | Châssis   | Moteur    | Engagements | Victoires | Pole positions | Meilleurs tours | Points inscrits | Classement |
| ------ | ---------- | --------- | --------- | ----------- | --------- | -------------- | --------------- | --------------- | ---------- |
| 1998   | ?          | ?         | Chevrolet | 8           | 0         | ?              | ?               | ?               | 5e         |
| 1999   | MasterCard | Techspeed | Chevrolet | 10          | 3         | ?              | ?               | ?               | Champion   |

### Résultats en Formule Renault
| Saison | Écurie           | Châssis       | Moteur  | Engagements | Victoires | Pole positions | Meilleurs tours | Points inscrits | Classement |
| ------ | ---------------- | ------------- | ------- | ----------- | --------- | -------------- | --------------- | --------------- | ---------- |
| 2000   | Cram Competition | Tatuus FR2000 | Renault | 8           | 3         | ?              | 2               | 140             | Champion   |

| Saison | Écurie           | Châssis       | Moteur  | Engagements | Victoires | Pole positions | Meilleurs tours | Points inscrits | Classement |
| ------ | ---------------- | ------------- | ------- | ----------- | --------- | -------------- | --------------- | --------------- | ---------- |
| 2000   | Cram Competition | Tatuus FR2000 | Renault | 8           | 4         | 4              | 3               | 147             | Champion   |

### Résultats en Euro F3000
| Saison | Écurie            | Châssis     | Moteur | Engagements | Victoires | Pole positions | Meilleurs tours | Points inscrits | Classement |
| ------ | ----------------- | ----------- | ------ | ----------- | --------- | -------------- | --------------- | --------------- | ---------- |
| 2001   | Draco Junior Team | Lola T96/50 | Zytek  | 8           | 6         | 6              | 5               | 60              | Champion   |

| Saison        | Écurie            | Châssis     | Moteur | Courses | Courses | Courses | Courses | Courses | Courses | Courses | Courses | Classement | Points inscrits |
| Saison        | Écurie            | Châssis     | Moteur | 1       | 2       | 3       | 4       | 5       | 6       | 7       | 8       | Classement | Points inscrits |
| ------------- | ----------------- | ----------- | ------ | ------- | ------- | ------- | ------- | ------- | ------- | ------- | ------- | ---------- | --------------- |
| 2001          | Draco Junior Team | Lola T96/50 | Zytek  | VAL 1er | PER 1er | MNZ 1er | DON 8e  | ZOL Abd | IMO 1er | NUR 1er | VAL 1er | Champion   | 60              |
| Légende : ici |                   |             |        |         |         |         |         |         |         |         |         |            |                 |

### Résultats en championnat d'Europe des voitures de tourisme
| Saison | Écurie                   | Châssis        | Moteur     | Engagements | Victoires | Pole positions | Meilleurs tours | Points inscrits | Classement |
| ------ | ------------------------ | -------------- | ---------- | ----------- | --------- | -------------- | --------------- | --------------- | ---------- |
| 2001   | Alfa Romeo Team Nordauto | Alfa Romeo 156 | Alfa Romeo | 4           | 0         | 0              | 0               | 71              | 23e        |

| Saison        | Écurie                   | Châssis        | Moteur     | Courses | Courses | Courses | Courses | Courses | Courses | Courses | Courses | Courses | Courses | Courses | Courses | Courses | Courses | Courses | Courses | Courses | Courses | Courses | Courses | Classement | Points inscrits |
| Saison        | Écurie                   | Châssis        | Moteur     | 1       | 2       | 3       | 4       | 5       | 6       | 7       | 8       | 9       | 10      | 11      | 12      | 13      | 14      | 15      | 16      | 17      | 18      | 19      | 20      | Classement | Points inscrits |
| ------------- | ------------------------ | -------------- | ---------- | ------- | ------- | ------- | ------- | ------- | ------- | ------- | ------- | ------- | ------- | ------- | ------- | ------- | ------- | ------- | ------- | ------- | ------- | ------- | ------- | ---------- | --------------- |
| 2001          | Alfa Romeo Team Nordauto | Alfa Romeo 156 | Alfa Romeo | MON     | MON     | BRN     | BRN     | MAG     | MAG     | SIL     | SIL     | ZOL     | ZOL     | HUN     | HUN     | A1R     | A1R     | NUR     | NUR     | JAR 14e | JAR 6e  | EST 5e  | EST Abd | 23e        | 71              |
| Légende : ici |                          |                |            |         |         |         |         |         |         |         |         |         |         |         |         |         |         |         |         |         |         |         |         |            |                 |

### Résultats en championnat du monde de Formule 1
| Saison | Écurie                                     | Châssis             | Moteur       | Pneus       | GP disputés | Pole positions | Victoires | Podiums | Meilleurs tours | Dans les points | Abandons | Points inscrits | Classement |
| ------ | ------------------------------------------ | ------------------- | ------------ | ----------- | ----------- | -------------- | --------- | ------- | --------------- | --------------- | -------- | --------------- | ---------- |
| 2002   | Red Bull Sauber Petronas                   | C21                 | Petronas V10 | Bridgestone | 16          | 0              | 0         | 0       | 0               | 3               | 8        | 4               | 13e        |
| 2004   | Red Bull Sauber Petronas                   | C23                 | Petronas V10 | Bridgestone | 18          | 0              | 0         | 0       | 0               | 5               | 4        | 12              | 12e        |
| 2005   | Sauber Petronas                            | C24                 | Petronas V10 | Michelin    | 18          | 0              | 0         | 0       | 0               | 4               | 3        | 11              | 13e        |
| 2006   | Scuderia Ferrari Marlboro                  | 248 F1              | Ferrari V8   | Bridgestone | 18          | 3              | 2         | 7       | 2               | 13              | 2        | 80              | 3e         |
| 2007   | Scuderia Ferrari Marlboro                  | F2007               | Ferrari V8   | Bridgestone | 17          | 6              | 3         | 10      | 6               | 14              | 1        | 94              | 4e         |
| 2008   | Scuderia Ferrari Marlboro                  | F2008               | Ferrari V8   | Bridgestone | 18          | 6              | 6         | 10      | 3               | 13              | 3        | 97              | 2e         |
| 2009   | Scuderia Ferrari Marlboro                  | F60                 | Ferrari V8   | Bridgestone | 9           | 0              | 0         | 1       | 1               | 5               | 2        | 22              | 11e        |
| 2010   | Scuderia Ferrari Marlboro                  | F10                 | Ferrari V8   | Bridgestone | 19          | 0              | 0         | 5       | 0               | 14              | 1        | 144             | 6e         |
| 2011   | Scuderia Ferrari Marlboro Scuderia Ferrari | Ferrari 150° Italia | Ferrari V8   | Pirelli     | 19          | 0              | 0         | 0       | 2               | 15              | 3        | 118             | 6e         |
| 2012   | Scuderia Ferrari                           | F2012               | Ferrari V8   | Pirelli     | 20          | 0              | 0         | 2       | 0               | 14              | 1        | 122             | 7e         |
| 2013   | Scuderia Ferrari                           | F138                | Ferrari V8   | Pirelli     | 19          | 0              | 0         | 1       | 0               | 15              | 2        | 112             | 8e         |
| 2014   | Williams Martini Racing                    | FW36                | Mercedes V6  | Pirelli     | 19          | 1              | 0         | 3       | 1               | 11              | 4        | 134             | 7e         |
| 2015   | Williams Martini Racing                    | FW37                | Mercedes V6  | Pirelli     | 19          | 0              | 0         | 2       | 0               | 13              | 2        | 121             | 6e         |
| 2016   | Williams Martini Racing                    | FW38                | Mercedes V6  | Pirelli     | 21          | 0              | 0         | 0       | 0               | 13              | 4        | 53              | 11e        |
| 2017   | Williams Martini Racing                    | FW40                | Mercedes V6  | Pirelli     | 19          | 0              | 0         | 0       | 0               | 13              | 2        | 43              | 11e        |
|        | Total                                      |                     |              |             | 269         | 16             | 11        | 41      | 15              | 165             | 42       | 1 167           |            |

| Saison | Écurie                    | Châssis             | Moteur                 | Pneus | Courses | Courses | Courses | Courses | Courses | Courses | Courses | Courses | Courses | Courses | Courses  | Courses | Courses | Courses | Courses | Courses | Courses | Courses | Courses | Courses | Courses | Classement | Points inscrits |
| Saison | Écurie                    | Châssis             | Moteur                 | Pneus | 1       | 2       | 3       | 4       | 5       | 6       | 7       | 8       | 9       | 10      | 11       | 12      | 13      | 14      | 15      | 16      | 17      | 18      | 19      | 20      | 21      | Classement | Points inscrits |
| ------ | ------------------------- | ------------------- | ---------------------- | ----- | ------- | ------- | ------- | ------- | ------- | ------- | ------- | ------- | ------- | ------- | -------- | ------- | ------- | ------- | ------- | ------- | ------- | ------- | ------- | ------- | ------- | ---------- | --------------- |
| 2002   | Red Bull Sauber Petronas  | Sauber C21          | Petronas 02A 3,0 l V10 | B     | AUS Abd | MAL 6e  | BRE Abd | SMR 8e  | ESP 5e  | AUT Abd | MON Abd | CAN 9e  | EUR 6e  | GBR 9e  | FRA Abd  | ALL 7e  | HON 7e  | BEL Abd | ITA Abd | USA     | JPN Abd |         |         |         |         | 13e        | 4               |
| 2004   | Red Bull Sauber Petronas  | Sauber C23          | Petronas 04A 3,0 l V10 | B     | AUS Abd | MAL 8e  | BHR 12e | SMR 10e | ESP 9e  | MON 5e  | EUR 9e  | CAN Abd | USA Abd | FRA 13e | GBR 9e   | ALL 13e | HON Abd | BEL 4e  | ITA 12e | CHI 8e  | JPN 9e  | BRE 8e  |         |         |         | 12e        | 12              |
| 2005   | Sauber Petronas           | Sauber C24          | Petronas 05A 3,0 l V10 | M     | AUS 10e | MAL 10e | BHR 7e  | SMR 10e | ESP 11e | MON 9e  | EUR 14e | CAN 4e  | USA Np  | FRA Abd | GBR 10e  | ALL 8e  | HON 14e | TUR Abd | ITA 9e  | BEL 10e | BRE 11e | JPN 10e | CHI 6e  |         |         | 13e        | 11              |
| 2006   | Scuderia Ferrari Marlboro | Ferrari 248 F1      | Ferrari 056 2,4 l V8   | B     | BHR 9e  | MAL 5e  | AUS Abd | SMR 4e  | EUR 3e  | ESP 4e  | MON 9e  | GBR 5e  | CAN 5e  | USA 2e  | FRA 3e   | ALL 2e  | HON 7e  | TUR 1er | ITA 9e  | CHI Abd | JPN 2e  | BRE 1er |         |         |         | 3e         | 80              |
| 2007   | Scuderia Ferrari Marlboro | Ferrari F2007       | Ferrari 056 2,4 l V8   | B     | AUS 6e  | MAL 5e  | BHR 1er | ESP 1er | MON 3e  | CAN Dsq | USA 3e  | FRA 2e  | GBR 5e  | EUR 2e  | HON 13e  | TUR 1er | ITA Abd | BEL 2e  | JPN 6e  | CHI 3e  | BRE 2e  |         |         |         |         | 4e         | 94              |
| 2008   | Scuderia Ferrari Marlboro | Ferrari F2008       | Ferrari 056 2,4 l V8   | B     | AUS Abd | MAL Abd | BHR 1er | ESP 2e  | TUR 1er | MON 3e  | CAN 5e  | FRA 1er | GBR 13e | ALL 3e  | HON 17e  | EUR 1er | BEL 1er | ITA 6e  | SIN 13e | JPN 7e  | CHI 2e  | BRE 1er |         |         |         | 2e         | 97              |
| 2009   | Scuderia Ferrari Marlboro | Ferrari F60         | Ferrari 056 2,4 l V8   | B     | AUS Abd | MAL 9e  | CHI Abd | BHR 14e | ESP 6e  | MON 4e  | TUR 6e  | GBR 4e  | ALL 3e  | HON Np  | EUR      | BEL     | ITA     | SIN     | JPN     | BRE     | ABU     |         |         |         |         | 11e        | 22              |
| 2010   | Scuderia Ferrari Marlboro | Ferrari F10         | Ferrari 056 2,4 l V8   | B     | BHR 2e  | AUS 3e  | MAL 7e  | CHI 9e  | ESP 6e  | MON 4e  | TUR 7e  | CAN 15e | EUR 11e | GBR 15e | ALL 2e   | HON 4e  | BEL 4e  | ITA 3e  | SIN 8e  | JPN Abd | KOR 3e  | BRE 15e | ABU 10e |         |         | 6e         | 144             |
| 2011   | Scuderia Ferrari          | Ferrari 150° Italia | Ferrari 056 2,4 l V8   | P     | AUS 7e  | MAL 5e  | CHI 6e  | TUR 11e | ESP Abd | MON Abd | CAN 6e  | EUR 5e  | GBR 5e  | ALL 5e  | HON 6e   | BEL 8e  | ITA 6e  | SIN 9e  | JPN 7e  | KOR 6e  | IND Abd | ABU 5e  | BRE 5e  |         |         | 6e         | 118             |
| 2012   | Scuderia Ferrari          | Ferrari F2012       | Ferrari 056 2,4 l V8   | P     | AUS Abd | MAL 15e | CHI 13e | BHR 9e  | ESP 15e | MON 6e  | CAN 10e | EUR 16e | GBR 4e  | ALL 12e | HON 9e   | BEL 5e  | ITA 4e  | SIN 8e  | JPN 2e  | KOR 4e  | IND 6e  | ABU 7e  | USA 4e  | BRE 3e  |         | 7e         | 122             |
| 2013   | Scuderia Ferrari          | Ferrari F138        | Ferrari 056 2,4 l V8   | P     | AUS 4e  | MAL 5e  | CHI 6e  | BHR 15e | ESP 3e  | MON Abd | CAN 8e  | GBR 6e  | ALL Abd | HON 8e  | BEL 7e   | ITA 4e  | SIN 6e  | KOR 9e  | JPN 10e | IND 4e  | ABU 8e  | USA 12e | BRE 7e  |         |         | 8e         | 112             |
| 2014   | Williams Martini Racing   | Williams FW36       | Mercedes 1,6 l V6      | P     | AUS Abd | MAL 7e  | BHR 7e  | CHI 15e | ESP 13e | MON 7e  | CAN 12e | AUT 4e  | GBR Abd | ALL Abd | HON 5e   | BEL 13e | ITA 3e  | SIN 5e  | JPN 7e  | RUS 11e | USA 4e  | BRE 3e  | ABU 2e  |         |         | 7e         | 134             |
| 2015   | Williams Martini Racing   | Williams FW37       | Mercedes 1,6 l V6      | P     | AUS 4e  | MAL 6e  | CHI 5e  | BHR 10e | ESP 6e  | MON 15e | CAN 6e  | AUT 3e  | GBR 4e  | HON 12e | BEL 6e   | ITA 3e  | SIN Abd | JPN 17e | RUS 4e  | USA Abd | MEX 6e  | BRE Dsq | ABU 8e  |         |         | 6e         | 121             |
| 2016   | Williams Martini Racing   | Williams FW38       | Mercedes 1,6 l V6      | P     | AUS 5e  | BAH 8e  | CHI 6e  | RUS 5e  | ESP 8e  | MON 10e | CAN Abd | EUR 10e | AUT Abd | GBR 11e | HON 18e  | ALL Abd | BEL 10e | ITA 9e  | SIN 12e | MAL 13e | JAP 9e  | USA 7e  | MEX 9e  | BRÉ Abd | ABU 9e  | 11e        | 53              |
| 2017   | Williams Martini Racing   | Williams FW40       | Mercedes 1,6 l V6      | P     | AUS 6e  | CHN 14e | BHR 6e  | RUS 9e  | ESP 13e | MON 9e  | CAN Abd | AZE Abd | AUT 9e  | GBR 10e | HON Forf | BEL 9e  | ITA 8e  | SIN 11e | MAL 9e  | JPN 10e | USA 9e  | MEX 11e | BRE 7e  | ABU 10e |         | 11e        | 43              |

Légende : ici 

### Victoires en Championnat du monde de Formule 1

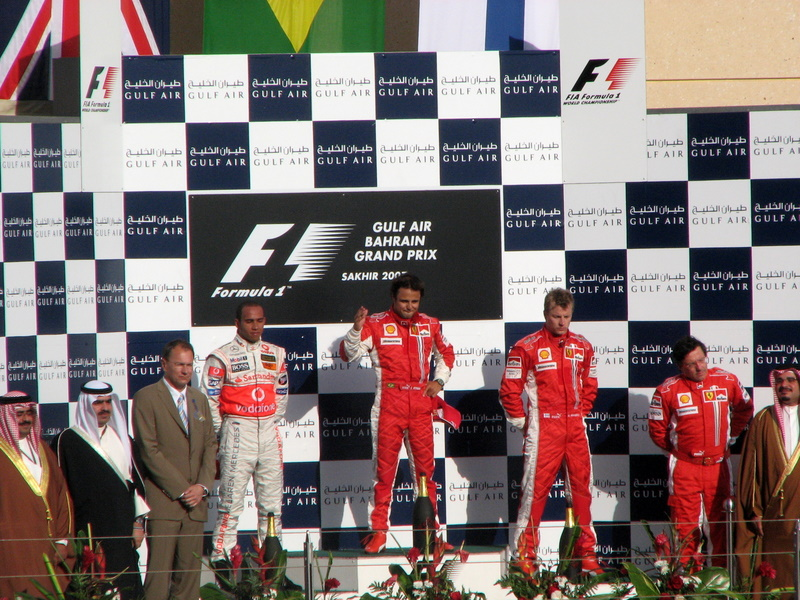
Podium du GP de Bahreïn en 2007 après la victoire de Massa.

Felipe Massa est le sixième pilote brésilien à remporter un Grand Prix de Formule 1 après Emerson Fittipaldi, Carlos Pace, Nelson Piquet, Ayrton Senna et Rubens Barrichello. Il a signé autant de victoires (11) que ce dernier.
| no | Année | Manche | Grand Prix | Circuit           | Départ        | Écurie                    | Châssis        | Résumé |
| -- | ----- | ------ | ---------- | ----------------- | ------------- | ------------------------- | -------------- | ------ |
| 1  | 2006  | 14/18  | Turquie    | Istanbul          | Pole position | Scuderia Ferrari Marlboro | Ferrari 248 F1 | Résumé |
| 2  | 2006  | 18/18  | Brésil     | Interlagos        | Pole position | Scuderia Ferrari Marlboro | Ferrari 248 F1 | Résumé |
| 3  | 2007  | 03/17  | Bahreïn    | Sakhir            | Pole position | Scuderia Ferrari Marlboro | Ferrari F2007  | Résumé |
| 4  | 2007  | 04/17  | Espagne    | Catalogne         | Pole position | Scuderia Ferrari Marlboro | Ferrari F2007  | Résumé |
| 5  | 2007  | 12/17  | Turquie    | Istanbul          | Pole position | Scuderia Ferrari Marlboro | Ferrari F2007  | Résumé |
| 6  | 2008  | 03/18  | Bahreïn    | Sakhir            | 2e            | Scuderia Ferrari Marlboro | Ferrari F2008  | Résumé |
| 7  | 2008  | 05/18  | Turquie    | Istanbul          | Pole position | Scuderia Ferrari Marlboro | Ferrari F2008  | Résumé |
| 8  | 2008  | 08/18  | France     | Magny-Cours       | 2e            | Scuderia Ferrari Marlboro | Ferrari F2008  | Résumé |
| 9  | 2008  | 12/18  | Europe     | Valence           | Pole position | Scuderia Ferrari Marlboro | Ferrari F2008  | Résumé |
| 10 | 2008  | 13/18  | Belgique   | Spa-Francorchamps | 2e            | Scuderia Ferrari Marlboro | Ferrari F2008  | Résumé |
| 11 | 2008  | 18/18  | Brésil     | Interlagos        | Pole position | Scuderia Ferrari Marlboro | Ferrari F2008  | Résumé |